# Liste der Baudenkmäler in Hilchenbach
Die Liste der Baudenkmäler in Hilchenbach enthält die denkmalgeschützten Bauwerke auf dem Gebiet der Stadt Hilchenbach im Kreis Siegen-Wittgenstein in Nordrhein-Westfalen (Stand: Dezember 2011). Diese Baudenkmäler sind in der Denkmalliste der Stadt Hilchenbach eingetragen; Grundlage für die Aufnahme ist das Denkmalschutzgesetz Nordrhein-Westfalen (DSchG NRW).

| Bild | Bezeichnung | Lage                                                       | Beschreibung | Bauzeit                    | Eingetragen seit | Denkmal- nummer |
| --- | --- | ---------------------------------------------------------- | --- | -------------------------- | ---------------- | --------------- |
| Villa | Villa | Hilchenbach Bruchstraße 34                                 | Zweigeschossiger Putzbau auf hohem Souterrain als Kubus in Trauflage unter einem Walmdach mit hohen Kaminen und kurzem First. Der Eingang liegt als eingezogenes Pilasterportal über einer hohen, rechts an den Hauptbaukörper angeschobenen geradläufigen Freitreppe auf der schmaleren Seite. | 1895                       | 04.10.1984       | 001             |
| Zweigeschossiges Fachwerkhaus | Zweigeschossiges Fachwerkhaus | Hilchenbach Dammstraße 21                                  | Das in zwei Geschossen erbaute Fachwerkhaus ist mit dem Giebel zur Dammstraße (Südwesten) ausgerichtet und zeigt unter einem mit Schiefer gedeckten Satteldach ein Fachwerk unterschiedlicher Konstruktion. Der Südwestgiebel besitzt Fachwerk in Stockwerkbauweise, im Obergeschoss nach außen weisende Streben und ist geschossweise einmal verriegelt und hat folgende Beschriftung: GEHT • DIE • ZEIT • HER • KOMBT • DER • DAG • DIE STUNDE AUCH NIMANT • WISEN • MAG • DRUMG • FORCHTE • GOTT • UND • DENCK • DARBEY • DAS • DIESE • STUND DIE LETZTE SEY • ICH WEIS DAS MEIN ERLÖSER • LEBT ER • BAUWT • DURCH FRIEDRICH • HOPPE • ELISABED • EHLEUD ANNO 1692. | 1692                       | 06.11.1984       | 002             |
| Villenbau mit Brüstungsmauer zur Straße | Villenbau mit Brüstungsmauer zur Straße | Hilchenbach In der Herrenwiese 45                          | 1901/02 gebauter Villenbau mit wandfester Ausstattung aus der Erbauungszeit, seiner Stuckdecken und seiner alt erhaltenen Türen. Seine Formen sind eklektizistisch, der Renaissance und dem Barock entlehnt. Der malerisch reiche Umriss mit zwei Türmchen, die geschweiften Fenstersprossen des Obergeschosses, wie die entsprechenden des Wintergartens (mit originaler Farbverglasung) im Erdgeschoss zur Straßenfront und das Mansarddach sind künstlerisch besonders anspruchsvoll gestaltet. | 1901/1902                  | 14.03.1985       | 003             |
| | Evangelische Kirche | Müsen Hauptstraße 84                                       | Es handelt sich um einen dreiachsigen Bruchsteinsaal mit hoher Halbrundapsis, zwei niedrigen, flankierenden Anbauten und verputztem Turm mit angeputzter Eckquaderung, vier Giebeldächern und Spitze. Der Westturm ist ein Relikt des Vorgängerbaues von 1775 bis 1778 mit romanischem Kern. Das Schiff des 18. Jahrhunderts ist 1893 abgebrannt. Es wurde beim Wiederaufbau erweitert und erhielt einen Saal mit Flachdecke und mit hölzernen Emporen auf drei Seiten. Die 1974 wieder in die Originaldisposition von 1895 gebrachte „Ladegast-Orgel“ mit Haupt-, Ober- und Pedalwerk sowie dem Orgelprospekt. Friedrich Ladegast war einer der bedeutendsten Orgelbauer des 19. Jahrhunderts. | 1893/94                    | 14.03.1985       | 004             |
| Zweigeschossiges Fachwerkhaus | Zweigeschossiges Fachwerkhaus | Dahlbruch Hochstraße 14                                    | Der zweigeschossige Fachwerkbaukörper über gestrecktem Rechteckgrundriss, traufständig erschlossen, stammt aus dem auslaufenden 18. Jahrhundert. Er hat ein Satteldach mit steiler Neigung mit später eingebautem Drempel. Die giebelseitig erkennbare Aufsattelung wurde bei der Durchbaumaßnahme 1983 korrigiert. Unter Schutz gestellt ist das Äußere des Gebäudes. | Ende 18. Jh.               | 14.03.1985       | 005             |
| | Zweigeschossiges Fachwerkhaus | Allenbach Siegener Straße 3                                | Von der Siegener Straße zurückgesetzter zweigeschossiger giebelständiger Fachwerkbau, Satteldach mit späterem Drempel. Vierständerhaus mit wandhohen Eckständern, Hauseingang an der Giebelseite. Giebelspitze offen, Inschrift Fraktur einzeilig: „Zimmer Meister ist Gewesen Thomas Fiegener von Hof Musen aufgeschlagen den 12ten Juny anno MDCCLXXXII 1782.“ (die letzte Zahl ist offensichtlich nur aufgemalt). Unter Schutz gestellt ist das Äußere des Zentralhauses. | 1782                       | 21.03.1985       | 006             |
| | Zweigeschossiges Fachwerkhaus | Allenbach An der Ferndorf 9                                | Zweigeschossiger Fachwerkbaukörper,giebelständig, giebelseitig erschlossen, Erdgeschoss verputztes Mauerwerk im Austausch ursprünglich vorhandenen Fachwerkes, Satteldach mit Asbestzementschablonen gedeckt, Zwerchhaus an der linken Seite, Obergeschoss im Giebel verschiefert, Eckständer über Eck profiliert. An der Giebelseite auffällige, besonders lange Inschrift: „Durch Weisheit wird ein Haus gebaut und durch Verstand erhalten und durch ordentlich Haushalten werden die Kammern voll aller köstlichen lieblichen Reichtümer. Sprüche Sa.Ca.24.3. Herr, lehre uns bedenken, daß wir sterben müssen auf daß wir klug werden. Fülle uns frühe mit deiner Gnade so wollen wir rühmen und fröhlich sein unser Leben lang. Psalm 9o.Vers 12 und 14. Dieses Haus ist erbaut durch Ludwig Hein An.Catr.Eheleut Aufgeschlagen den 16. July 1782 Zimmermeister Johannes Doß in Lützel“. Unter Schutz gestellt ist das Äußere des Gebäudes. | 1782                       | 30.03.1985       | 007             |
| | Zweigeschossiges Fachwerkhaus | Allenbach Siegener Straße 7                                | Doppelhaus über Rechteckgrundriss, giebelständig, traufseitig erschlossen, Zwerchhaus über dem Eingang, sichtbares Fachwerk braun-weiß, wandhohe Hauptständer (4-Ständer-Bau). Einzeilige Inschrift in dem kräftigen Erdgeschossrähm Fraktur: „Was Gott uns nimt durch Feuersbrunst, ersetzet wieder seine Gunst, drum edles Hertz verzage nicht bau auch auff Gott mit Zuversicht so wird er segnen Kindeskinder auch Wittiber Jost Justuß Münker durch den diß Hauß erbauet sey, Aufgeschlagen den 18. May 1782, Zimmer Meister ist gewesen BIM Mittelhoff.“ Unter Schutz gestellt ist das Äußere des Gebäudes. | 1782                       | 25.03.1985       | 008             |
| | Zweigeschossiges Fachwerkhaus | Allenbach Siegener Straße 9                                | Das zweigeschossige Fachwerkhaus mit wandhohen Eckstielen zeigt die für das 18. Jh. typischen Verstrebungsfiguren. Zwischen den Hauptstielen sind Stiele angeordnet, die nur noch geschosshoch bleiben. In Höhe der Geschossbalkenlage gewinnt das waagerechte Holz an Bedeutung. Doppelhaus über Rechteckgrundriss, giebelständig, giebelseitig erschlossen, sichtbares Fachwerk braun-weiß, linke Traufseite eternitverschiefert, wandhohe Hauptständer (4-Ständer-Bau). Unter Schutz gestellt ist das Äußere des Gebäudes. | 1782                       | 27.03.1985       | 009             |
| | Zweigeschossiges Fachwerkhaus | Allenbach An der Ferndorf 8                                | Zweigeschossiges Fachwerkhaus, Bauzeit: 18. Jh. Profilgleiche Fortsetzung von dem Hause An der Ferndorf 10, traufseitig erschlossen, Holzverschalung mit Nachahmung des Steinfugenschnittes, Zwerchhaus, im Giebel verschiefert, liegender Dachstuhl. Lage und Form der Fenster an der Eingangsseite lassen aber erkennen, dass sich unter der Verkleidung das ursprüngliche Fachwerkgerüst, wie an der anderen Haushälfte erkennbar, erhalten hat. Unter Schutz gestellt ist das Äußere des Gebäudes ohne den Anbau. | 18. Jh.                    | 27.03.1985       | 010             |
| | Zweigeschossiges Fachwerkhaus | Allenbach Alte Landstraße 1                                | Zweigeschossiger Fachwerkbaukörper,giebelständig, giebelseitig erschlossen, steiles Satteldach, schiefergedeckt, Fachwerk braun-weiß. Das Gebäude zeigt wiederum ein Gefüge mit wandhohen Bund- und Eckstielen, dazu zugehörige Verstrebungen des Wandgerüstes. Vermutlich im 19. Jahrhundert ist zur besseren Ausnutzung des Bodenraumes ein Kniestock aufgesetzt worden. Inschrift: „Alle eure Sorge werffet auff Gott, dann er sorget vor uech. Erbaut durch Friedrich Heyn, Anna Cathrine Aufgeschlagen den 10. Juni 1782. Zimmermeister ist Adam Neus von Hilchenbach“. Unter Schutz gestellt ist das Äußere des Gebäudes. | 1782                       | 28.03.1985       | 011             |
| | Zweigeschossiges Fachwerkhaus | Allenbach An der Ferndorf 11                               | Zweigeschossiger Fachwerkbaukörper, giebelständig, giebelseitig erschlossen, Satteldach Kunstschiefer gedeckt, vordere Giebelseite verschiefert. Die Traufseite mit rückwärtigem Giebel zeigt noch ursprüngliches Fachwerk, braun-weiß. Unter Schutz gestellt ist das Äußere des Gebäudes ohne Anbau. | 18. Jh.                    | 16.04.1985       | 012             |
| | Zweigeschossiges Fachwerkhaus | Allenbach An der Ferndorf 10                               | Zweigeschossiger Fachwerkbaukörper, über Rechteckgrundriss mit dem Haus An der Ferndorf 8 eine Gruppe bildend, zurückgesetzt von der Straße und schräg zu ihr stehend errichtet, traufseitig erschlossen, sichtbares Fachwerk braun-weiß. Unter Schutz gestellt ist das Äußere des Gebäudes. | 18. Jh.                    | 16.04.1985       | 013             |
| | Zweigeschossiges Fachwerkhaus | Allenbach An der Ferndorf 20                               | Giebelständiger, zweigeschossiger Fachwerkbaukörper, schiefergedecktes Satteldach über Rechteckgrundriss, Erdgeschoss verputztes Mauerwerk, südwestliche zweimal auskragende Giebelseite über Erdgeschoss verschiefert (Zierverschieferung), nordöstlicher Giebel in Kunstschiefer, südöstliche Seite ab Obergeschoss Fachwerk braun-weiß, einmalige horizontale Verriegelung, nordwestliche Seite voll im Fachwerk, wandhohe Ständer. Unter Schutz gestellt ist das Äußere des Gebäudes. | 18. Jh.                    | 29.04.1985       | 014             |
| | Zweigeschossiges Fachwerkhaus | Allenbach Alte Landstraße 8                                | Zweigeschossiges Fachwerkhaus. Bei der sich heute darbietenden Gebäudegruppe wird erkennbar, dass es sich um einen giebelständig errichteten Kernbau handelt, dem bei gleicher Traufhöhe Anbauten angeschlossen wurden. Alle Gebäudeteile stehen unter einem steil gerichteten Satteldach. Die Firsthöhe der Anbauten bleibt jedoch knapp unter der Firsthöhe des Haupthauses. Der zur Straße weisende Giebel des Haupthauses wurde zweigeschossig in Fachwerkbauweise errichtet. Die Giebelfläche ist verbrettert. Die noch erkennbaren Gefügeständer verweisen auf eine wohl ursprünglich in Dreiständerbauweise errichtete Anlage des 18. Jahrhunderts hin. Der Anbauteil an der Ostseite zeigt an der Traufseite zur Straße gleichfalls älteres Fachwerk mit jeweils einer Verriegelung je Geschoss. Der Anbau an der Westseite wurde in riegellosem Fachwerk errichtet und verweist damit auf eine Spätform Siegerländer Fachwerkbauweise, die Ende des 18. Jahrhunderts behördlich verordnet wurde. Unter Schutz gestellt ist das Äußere des Gebäudes ohne den hinteren Anbau. | 18. Jh.                    | 30.04.1985       | 015             |
| | Zweigeschossiges Fachwerkhaus | Allenbach Alte Landstraße 10                               | Zweigeschossiges Fachwerkhaus. Bei der sich heute darbietenden Gebäudegruppe wird erkennbar, dass es sich um einen giebelständig errichteten Kernbau handelt, dem bei gleicher Traufhöhe Anbauten angeschlossen wurden. Alle Gebäudeteile stehen unter einem steil gerichteten Satteldach. Die Firsthöhe der Anbauten bleibt jedoch knapp unter der Firsthöhe des Haupthauses. Der zur Straße weisende Giebel des Haupthauses wurde zweigeschossig in Fachwerkbauweise errichtet. Die Giebelfläche ist verbrettert. Die noch erkennbaren Gefügeständer verweisen auf eine wohl ursprünglich in Dreiständerbauweise errichtete Anlage des 18. Jahrhunderts hin. Der Anbauteil an der Ostseite zeigt an der Traufseite zur Straße gleichfalls älteres Fachwerk mit jeweils einer Verriegelung je Geschoss. Der Anbau an der Westseite wurde in riegellosem Fachwerk errichtet und verweist damit auf eine Spätform Siegerländer Fachwerkbauweise, die Ende des 18. Jahrhunderts behördlich verordnet wurde. Unter Schutz gestellt ist das Äußere des Gebäudes. | 18. Jh.                    | 30.04.1985       | 016             |
| | Zweigeschossiges Fachwerkhaus mit Anbau | Allenbach Am Bühl 2                                        | Zweigeschossiger Fachwerkbaukörper über Rechteckgrundriss, Satteldach Pappschindeln, Scheunenteil – 1983 zu Wohnzwecken umgebaut – an der Traufseite bündig verlängert, aber etwas schmaler, allseitig sichtbares Fachwerk schwarz-weiß, traufständig zu dem Zugangsweg, aber mit dem Giebel in die städtebauliche Umgebung wirkend, traufseitig erschlossen, wandhohe Hauptstiele, Vierständerhaus. Das nach dem Brand errichtete Gebäude markiert den Rand der alten Ortslage. Über Kämpferholz, Inschrift Fraktur einzeilig: „Wo der Herr das Haus nicht bauet so arbeiten umsonst die daran arbeiten Wo der Herr nicht die statt behüttet so wacht der Wächter umsonst Dieses Hauß ist Erbaut durch Johan Hermann Nöh Anna Catharina Eleut Auffgericht den 20 Appril 1782 Der Zimmer Meister ist Gewessen Johannes Stöcker von Erndebrück“. Unter Schutz gestellt ist das Äußere des Gebäudes mit Fachwerkanbau. | 1782                       | 07.05.1985       | 017             |
| | Zweigeschossiges Wohnhauses | Allenbach Stift-Keppel-Weg 3                               | Das traufseitig erschlossene Gebäude zeigt eine im klassizistischen Sinne wohl geordnete Fassade. Die axial angelegte zweiflügelige Eingangstür mit Oberlicht ist über eine Freitreppe erreichbar. Die streng symmetrisch angeordneten Fenster haben mit der Tür eine profilierte Umrahmung mit Verdachung. Die weiß gestrichenen Holzteile kontrastieren mit der feingliedrig ausgeführten Verschieferung. Unter Schutz gestellt ist das Äußere des Gebäudes. | Ende 19. Jh.               | 30.04.1985       | 018             |
| | Zweigeschossiges Fachwerkhaus | Allenbach Wittgensteiner Straße 33                         | Das in riegellosem Fachwerk errichtete Gebäude ist traufständig erschlossen, Satteldach geschiefert mit Zwerchgiebel an Nord- und Südseite mit verschieferter Drempelfläche und ornamentiertem Traufgesims, Fachwerkstruktur in braun/weiß nur an der Südseite. Unter Schutz gestellt ist das Äußere des Gebäudes ohne Anbau. | 19. Jh.                    | 07.05.1985       | 019             |
| | Zweigeschossiges Fachwerkhaus mit später errichtetem Saalbau an der Traufseite | Allenbach Siegener Straße 4                                | Zweigeschossiger Fachwerkbaukörper, traufständig, traufseitig erschlossen durch späteren Anbau nach rückwärts ergänzt, zur Straße im Erdgeschoss Eternitschieferschablonen – graugrün, darüber in üblicher Weise verschiefert, Giebel zur Ferndorf sichtbares Fachwerk braun-weiß. Klassizistisches Hauptgesims mit Zahnschnitt und darüber angeordneter entsprechender Profilierung aus dem beginnenden 19. Jahrhundert, barock nachempfundene neue Türe aus den 30er Jahren unseres Jahrhunderts, im Wesentlichen gleiche Wiederholung des Fachwerks an dem Gegengiebel. Unter Schutz gestellt ist das Äußere des Gebäudes. |                            | 24.05.1985       | 020             |
| | Zweigeschossiges Fachwerkhaus | Allenbach Stift-Keppel-Weg 8/10                            | Langgestreckter durch Anbauten verlängerter zweigeschossiger Fachwerkbaukörper in Talrichtung stehend, trauf- und giebel-seitig erschlossen, steiles Satteldach schiefergedeckt, sichtbares Fachwerk braun-weiß. Einzeilige Frakturinschrift im Rähm: „Herr gott durch Deine gut Und gnadt, Daß Hauß bewahr für Allem schadt / Die Wohnen Drin, Die seegne Du / Am End bring sie Zur seeligen ……./ Ruh Erbaut durch den hochadeligen Stiftsjäger ... / Maria Elisabeth Eheleut Auffgericht d. 6.ten 9br 1766 / Der Meister Ist gewesen Johann Henrich Holdinghaußen./ Von Haarhaußen.“ Unter Schutz gestellt ist das Äußere des Gebäudes. |                            | 24.05.1985       | 021             |
| | Zweigeschossiges Fachwerkhaus | Allenbach An der Ferndorf 7                                | Zweigeschossiger Fachwerkbaukörper, giebelständig, Satteldach mit späterem Drempel, Falzziegel, Erdgeschoss mit brauner Ölfarbe überstrichenes Ziegelmauerwerk im Austausch ehemals vorhandenen Fachwerkes, Obergeschoss und im Giebeldreieck Eternit, hellgrau, davon freigehaltene durchlaufende Inschrift Fraktur: „Denn bey Gott ist nichts unmöglich Lucas am 1 Cappitel V 3 Erbaut durch Johannes Stein Maria Catharina Ehleut Auffgeschlagen d 6. Jully 1782.“ Unter Schutz gestellt ist das Äußere und das Gebäudeinnere des Gebäudes. | 1782                       | 28.05.1985       | 022             |
| | Zweigeschossiges Fachwerkhaus | Allenbach An der Ferndorf 18                               | Zweigeschossiger Fachwerkbaukörper über Rechteckgrundriss, giebelständig, giebelseitig erschlossen, schiefergedecktes steiles Satteldach, linksseitiges Zwerchhaus, sichtbares Fachwerk braun-weiß. Inschrift Fraktur, teils ein-, teils zweizeilig: „Dises Hauß ist erbaut durch Johannes Schreiber Maria und ellisabet Juli l0ten 1732 In Gottes Nahm den wir vertraut Gott kan es durch seine Gnaden Und geb das wir nach unsrem sterben den Sichwahren Himels Bau Ererben“. Unter Schutz gestellt ist das Äußere des Gebäudes. | 1732                       | 13.06.1985       | 023             |
| | Zweigeschossiges Fachwerkhaus | Allenbach Stift-Keppel-Weg 2                               | Zweigeschossiger Fachwerkbaukörper über Rechteckgrundriss, Satteldach mit späterem Drempel, Betondachsteine, giebelständig, aber im Wesentlichen mit der Traufseite in den Straßenraum wirkend, sichtbares Fachwerk braun-weiß. Unter Schutz gestellt ist das Äußere des Gebäudes ohne Anbauten. |                            | 19.06.1985       | 024             |
| | 1-geschossiges Fachwerkhaus | Allenbach Siegener Straße 1                                | Am Gebäude Siegener Straße 1 wird bereits der Dachraum des Hauses voll zu Wohnzwecken herangezogen, da der Bodenraum zur Einlagerung von Vorräten nicht mehr benötigt wird. Zur Erreichung besserer Wohnverhältnisse wird die Form des Mansarddaches gewählt. In der Konstruktion und baulichen Durchbildung des Hauses bleiben traditionelle Formen des Fachwerkhauses erkennbar. Unter Schutz gestellt ist das Äußere des Gebäudes ohne Anbauten. |                            | 18.06.1985       | 025             |
| | Zweigeschossiges Fachwerkhauses mit Schaugiebel zur Straße | Allenbach Siegener Straße 5                                | Zweigeschossiger Fachwerkbaukörper über Rechteckgrundriss mit steilem schiefergedecktem Satteldach, giebelständig, giebelseitig erschlossen, sichtbares Fachwerk braun-weiß. Giebeldreieck offen, Inschrift Fraktur einzeilig: „Ich sprach Mein Vermögen ist dahin und meine hoffnung am Herrn Aber die gute des Herrn ist das wir noch nich gar aus sind seine Barmhertzigkeit hat noch kein ende Erbaut durch Johann Henrich Fick Aiina Cattarina Ehleut Auf Geschlagen den 14 May 1782 Zimmer Meister ist Gewessen Johannes Holldinghaussen von Haarhaussen.“ Unter Schutz gestellt ist das Äußere des Gebäudes. |                            | 18.06.1985       | 026             |
| | Zweigeschossiges Fachwerkhaus mit Anbau des 19. Jahrhunderts | Allenbach Alte Landstraße 4                                | Zweigeschossiger Fachwerkbaukörper, traufständig, traufseitig erschlossen, steiles schiefergedecktes Satteldach, Zwerchhaus horizontal verbrettert über dem Hauseingang, späterer Ladenanbau, sichtbares Fachwerk braun-weiß. Inschrift Fraktur im Erdgeschossrähm und jeweils an den durchgehenden Hauptständern unterbrochen, einzeilig: „An Gottes Segen Zweifle nicht ob schon ein großes Feuer Gericht Dier alles Nimmt und ... raubt sonst Dir nichts hilft das wieder mann auch nur Vest auff Gott Vertraut sich Ihm ergieb und auff Ihn baut Erbaut 1782.“ Unter Schutz gestellt ist das Äußere des Zentralhauses mit Anbau des 19. Jahrhunderts. | 1782                       | 18.06.1985       | 027             |
| | Zweigeschossiges Fachwerkhaus | Allenbach Siegener Straße 11                               | Der Hausteil Nr. 13 kann nur im Zusammenhang mit dem Gebäudeteil Nr. 11 beurteilt werden, da es sich um eine bauliche Anlage (Doppelhaus) handelt. Das in zwei Geschossen errichtete Fachwerkhaus ist mit der Traufseite zur Siegener Straße ausgerichtet und steht im Kreuzungsbereich Siegener Straße – Stift-Keppel-Weg – An der Ferndorf. Nach einem Schrifthinweis (1735) gehört das Gebäude zu den Häusern des Ortes, die den Brand von 1781 überstanden haben. Der Zugang zum Haus Nr. 13 liegt an der Traufseite; der Hausteil Nr. 11 hat seinen Hauseingang an der Giebelseite. Unter Schutz gestellt ist das Äußere des Gebäudes ohne Anbau. |                            | 18.06.1985       | 028             |
| | Zweigeschossiges Fachwerkhaus | Allenbach Siegener Straße 13                               | Der Hausteil Nr. 13 kann nur im Zusammenhang mit dem Gebäudeteil Nr. 11 beurteilt werden, da es sich um eine bauliche Anlage (Doppelhaus) handelt. Das in zwei Geschossen errichtete Fachwerkhaus ist mit der Traufseite zur Siegener Straße ausgerichtet und steht im Kreuzungsbereich Siegener Straße – Stift-Keppel-Weg – An der Ferndorf. Nach einem Schrifthinweis (1735) gehört das Gebäude zu den Häusern des Ortes, die den Brand von 1781 überstanden haben. Der Zugang zum Haus Nr. 13 liegt an der Traufseite; der Hausteil Nr. 11 hat seinen Hauseingang an der Giebelseite. Unter Schutz gestellt ist die zur Siegener Straße gerichtete Nordostfassade des zweigeschossigen Fachwerkhauses – nur Zentralhaus – einschließlich der Dachflächen mit Zwerchhaus a.d. Nordostseite des Gebäudes. |                            | 18.06.1985       | 029             |
| | Zweigeschossiges Wohnhaus | Allenbach Siegener Straße 15/17                            | Das Wohngebäude ist mit der Traufseite zur Siegener Straße ausgerichtet und steht dem Geländeanstieg folgend, oberhalb der alten Ortslage. Das als Zweispänner angelegte Mietwohnhaus hat ein massives Erdgeschoss und ein verschiefertes Obergeschoss, dem ein gleichfalls verschieferter, allseits abgewalmter Dachkörper aufgesetzt ist. Unter Schutz gestellt ist das zweigeschossige Doppelwohnhaus einschließlich der vorhandenen Fensterläden | nach 1920                  | 18.06.1985       | 030             |
| | Zweigeschossiges Fachwerkhaus | Allenbach An der Ferndorf 3                                | Längsgeteiltes Doppelhaus, Kern Ende 17. Jahrhundert, mit beiderseitigen Erweiterungen, ursprünglich zweigeschossiger Fachwerkbaukörper über Rechteckgrundriss. Unter Schutz gestellt ist das Äußere des Gebäudes. | 17. Jh.                    | 28.06.1985       | 031             |
| | Zweigeschossiges Fachwerkhaus | Allenbach An der Ferndorf 2                                | Zweigeschossiger Fachwerkbaukörper über Rechteckgrundriss, giebelständig, giebelseitig erschlossen. Inschriftbohle über der Tür in strenger Fraktur: „Ich handel Fürsichtig und redlich bey denen die mir zu gehören und wandel trewlich in meinem hauße Ich nehme mir keine böse sache für Ich haße den übertretter und laße ihn nicht bey mir bleiben in dem C I psalm.“ Unter Schutz gestellt ist das Äußere des Gebäudes. |                            | 28.06.1985       | 032             |
| | Backhaus (Backes) der Hofanlage Stöcken, Grunder Straße 26 | Allenbach Grunder Straße 28                                | Ursprünglich zu dem Hof Stöcken gehöriges Fachwerkgebäude über Rechteckgrundriss mit Falzziegel-gedecktem Satteldach, Bruchsteinsockel, Fachwerk braun-weiß. Unter Schutz gestellt ist das Äußere des Gebäudes. |                            | 28.06.1985       | 033             |
| | Die Hofanlage Stöcken mit Wohnstallhaus | Allenbach Grunder Straße 26                                | Stattlicher zweigeschossiger Fachwerkbaukörper über gestrecktem Rechteckgrundriss, traufständig, traufseitig von der Straße und dem Hof her erschlossen, in wesentlichen Teilen sichtbares Fachwerk braun-weiß. |                            | 28.06.1985       | 034             |
| | Zweigeschossiges Fachwerkhaus | Allenbach An der Ferndorf 12                               | Als Rechteckgrundriss entwickelt, zweigeschossig traufständig, traufseitig erschlossen, sichtbares Fachwerk braun-weiß. Unter Schutz gestellt ist das Äußere des Gebäudes. |                            | 28.06.1985       | 035             |
| | Zweigeschossiges Fachwerkhaus | Allenbach An der Ferndorf 22                               | Im Hintergrund des Hauses An der Ferndorf 20 traufseitig zu dem städtebaulichen Raum errichteter zweigeschossiger Fachwerkbaukörper über Rechteckgrundriss. Unter Schutz gestellt ist das Äußere des Gebäudes. |                            | 28.06.1985       | 036             |
| | Zweigeschossiges Fachwerkhaus | Allenbach An der Ferndorf 1                                | Längsgeteiltes Doppelhaus, Kern Ende 17. Jahrhundert, mit beiderseitigen Erweiterungen ursprünglich zweigeschossiger Fachwerkbaukörper über Rechteckgrundriss, giebelständig, giebelseitig erschlossen. Unter Schutz gestellt ist das Äußere des Gebäudes. | 17. Jh.                    | 01.10.1985       | 037             |
| | Zweigeschossiges Fachwerkhaus | Allenbach An der Ferndorf 5                                | Zweigeschossiger Fachwerkbaukörper mit steilem Satteldach, Zementdachsteine, giebelständig, traufseitig erschlossen, Giebelseite sichtbares Fachwerk braun-weiß, Vierständerhaus. Unter Schutz gestellt ist das Äußere des Gebäudes ohne Anbau. |                            | 28.06.1985       | 038             |
| | Zweigeschossiges Fachwerkhaus | Allenbach Alte Landstraße 7                                | Etwas gegenüber der Straße zurückgesetzter zweigeschossiger Fachwerkbaukörper, giebelständig, traufseitig erschlossen, Satteldach schiefergedeckt, Fachwerk braun-weiß. Unter Schutz gestellt ist der eigentliche Hauskörper ohne Stall und Schuppen. |                            | 28.06.1985       | 039             |
| | Zweigeschossiges Fachwerkhaus | Allenbach Grunder Straße 28                                | Zweigeschossiges Gebäude mit risalitartigem Vorbau. Unter Schutz gestellt ist das Äußere des Gebäudes. |                            | 28.06.1985       | 040             |
| Evangelische Pfarrkirche | Evangelische Pfarrkirche | Hilchenbach Kirchplatz 1                                   | An der Stelle – etwas nach Westen versetzt – und z. T. mit dem Material der 1839 abgebrochenen, mittelalterlichen Kirche wurde 1844–1846 die große spätklassizistische Bruchsteinkirche erbaut, ihr Architekt Althoff stammte aus Siegen. An dem Bauwerk hat Friedrich August Stüler, ein Nachfolger Schinkels in der Technischen Ober-Bau-Deputation in Berlin, mitgewirkt. 1863 wurden die noch fehlenden Turmaufsätze durch Architekt Stechow aus Bonn zugefügt. Für die Kirchenarchitektur der Schinkelnachfolge nimmt nach den Zerstörungen des Zweiten Weltkrieges die Hilchenbacher Kirche eine Spitzenposition in Nordrhein-Westfalen ein. |                            | 27.09.1985       | 041             |
| | Zweigeschossiges Fachwerkhaus und ehem. Pferdestall | Lützel Im Stillen Winkel 5                                 | Das Haupthaus ist eine zweigeschossige Anlage unter Satteldach. Sichtbares Fachwerk, wandhohe Ständer, einfache horizontale Verriegelung je Geschoss, einfache Streben an den Hauptstielen in beiden Geschossen. Das Fachwerk des Stallteiles im Erdgeschoss massiv ersetzt. Unter Schutz gestellt ist das Fachwerkhaus – ohne den talseitigen Anbau – und der ehem. Pferdestall. | 1772                       | 13.09.1985       | 042             |
| Zweigeschossiges Fachwerkhaus | Zweigeschossiges Fachwerkhaus | Hilchenbach Dammstraße 11                                  | Zweigeschossiges Giebelhaus mit fünfachsiger Fensterteilung und mittiger Eingangstür, die links und rechts von zwei kleinen Fenstern begleitet wird. Fassade verschiefert. Der vordere Teil des Hauses aus riegellosem Fachwerk wurde um 1800 an ein älteres noch aus drei Gebinden bestehendes, angefügt und mit einem gemeinsamen Dach versehen. Die Unterschutzstellung bezieht sich auf das innere Gefüge und das Äußere des Gebäudes. | 18. Jh.                    | 07.10.1985       | 043             |
| Zweigeschossiges Fachwerkhaus | Zweigeschossiges Fachwerkhaus | Hilchenbach Ferndorfstraße 7                               | Zweigeschossiges Fachwerkhaus aus dem 19. Jahrhundert auf Steinsockel, Dach und Außenwände verschiefert. Symmetrische Fassadengestaltung der Traufseite mit fünf Fensterachsen. Unter Schutz gestellt ist das Äußere des Wohnhauses. | 19. Jh.                    | 30.09.1985       | 044             |
| 3-geschossiges Fachwerkhaus | 3-geschossiges Fachwerkhaus | Hilchenbach Kirchweg 1                                     | Der dreigeschossige Fachwerkbaukörper ist giebelständig erschlossen mit linksseitigem Schleppanbau und sichtbarem Fachwerk braun-weiß. Links neben der Haustür wurde im Jahre 1982 ein Schlussstein mit der eingemeißelten Jahreszahl 1723 eingemauert, der aus dem ehemals gewölbten Keller stammt. Unter Schutz gestellt sind die von außen sichtbaren Bauteile, dazu zählen die Umfassungswände des Hauses und die Dachflächen. | 1723                       | 19.09.1985       | 045             |
| | Straßenbrücke Hillnhütter Straße | Dahlbruch Hillnhütter Straße                               | Bruchsteinkonstruktion mit einem stichbogigen Brückenjoch. Die Brücke ist infolge der überall nach 1950 erfolgten Beseitigungen historischer Konstruktionen von großem Seltenheitswert. | vor 1855                   | 27.09.1985       | 046             |
| | Wohnhaus | Müsen Glück-Auf-Straße 35                                  | Zweigeschossiges traufenseitig gelegenes Haus. Im kräftigen Fachwerk die Gestaltungsmerkmale des Spätbarocks des Siegerlandes erhalten. Unter Schutz gestellt sind das Wohnhaus und zusätzlich der Ern als Teil der baulichen Anlage. | um 1760                    | 16.10.1985       | 047             |
| | Zweigeschossiges Fachwerkhaus | Dahlbruch Hillnhütter Straße 16                            | Zweigeschossiges kürzeres Fachwerkhaus auf gemauertem Kellersockel. Riegelloses Fachwerk mit durchgehenden Hauptstielen. Krüppelwalm-Schieferdach auf ausladenden Simshölzern. Jüngerer Seitenflügel in riegellosem Fachwerk unter Schiefer-Satteldach. Daneben kleinerer neuzeitlicher Vorbau unter Pultdach. Traufenseitige Lage an einer Krümmung der Hillnhütter Straße. | 2. H. 18. Jh.              | 15.10.1985       | 048             |
| | Zweigeschossiges Fachwerkhaus | Dahlbruch Hillnhütter Straße 18                            | Zweigeschossiges kürzeres Fachwerkhaus auf gemauertem Kellersockel. Riegelloses Fachwerk mit durchgehenden Hauptstielen. Krüppelwalm-Schieferdach auf ausladenden Simshölzern. Jüngerer Seitenflügel in riegellosem Fachwerk unter Schiefer-Satteldach. Daneben kleinerer neuzeitlicher Vorbau unter Pultdach. Traufenseitige Lage an einer Krümmung der Hillnhütter Straße. | 2. H. 18. Jh.              | 15.10.1985       | 049             |
| | Zweigeschossiges Fachwerkhaus | Dahlbruch Hillnhütter Straße 11                            | Zweigeschossiges Fachwerkhaus auf Steinsockel. Fachwerkgerüst in Geschossbauweise, Streben und Riegelgerüst. Verschiefertes Satteldach mit Kranhaus über der Traufseite. An der Traufseite auf der Schwelle des Obergeschosses lange Inschrift, datiert 1781 und 1803. Unter Schutz gestellt ist die äußere Fassade des zweigeschossigen Fachwerkhauses auf Steinsockel, ohne die Rückwand (Nord-West-Seite). | 1781                       | 15.10.1985       | 050             |
| | Zweigeschossiges Wohnhaus | Dahlbruch Hillnhütter Straße 30                            | Zweigeschossiges Wohnhaus. Erdgeschoss teilweise massiv gemauert, sonst Fachwerk mit Riegeln und Streben. Das Haus entstand, seinen Formen nach zu urteilen, in der zweiten Hälfte des 18. Jahrhunderts. 1828 ist es im Urkatasterblatt als bestehend eingetragen. Es ist ein ausgesprochen gut überliefertes Siegerländer Haus des 18. Jahrhunderts. Verschieferte Fassade, steiles Dach mit Krüppelwalmabschlüssen und das weitgehend erhaltene Fachwerkgerüst dokumentieren Form und Funktion eines regional typischen Wohnhauses mit beigeordneter Landwirtschaft. Diese war im massiv ausgeführten Bereich des Erdgeschosses untergebracht. Unter Schutz gestellt ist das Äußere und die historische Holzkonstruktion des Wohnhauses. | 2. H. 18. Jh.              | 23.11.1995       | 051             |
| Zweigeschossiges Fachwerkhaus | Zweigeschossiges Fachwerkhaus | Hilchenbach Bruchstraße 23                                 | Giebelständiges, zweigeschossiges Fachwerkhaus mit schöner Kunstverschieferung am Straßengiebel und an den beiden Traufseiten. Unter Schutz gestellt ist das Äußere des Wohnhauses, das konstruktive Gefüge sowie die spätbarocke zweiflügelige Eingangstür, ebenfalls die historischen Teile des Inneren – jedoch ohne den kleinen Anbau an der östlichen Gebäudeseite | 2. H. 18. Jh.              | 21.10.1985       | 052             |
| Zweigeschossiges Fachwerkhaus | Zweigeschossiges Fachwerkhaus | Hilchenbach Markt 14                                       | Zweigeschossiges giebelständiges Fachwerkhaus mit Zwischengeschoss, errichtet, lt. Inschrift im Rähmbalken des Erdgeschosses am 20. August 1689. Spruchinschrift: „FRUHDE • DICH • FLVCHE • NICHT • IN • DIESEM HAUS • SO • GEHE • ALSBALT • ZVR • THUR •HINAVS • SONST • MOCHTE • GOTT • VOM • HIMMELREICH • STRAFEN • MICH • VND • DICH • ZV • GLEICH. ANNO • 1 • 6 • 8 • 9 • DEN • Z0 • TAG • AVGVSTI SOLI • DEO• GLORIA.“ Unter Schutz gestellt ist das Äußere des Fachwerkhauses. | 1689                       | 21.10.1985       | 053             |
| | Zweigeschossiges Fachwerkhaus | Hilchenbach Dammstraße 13                                  | Zweigeschossiges Fachwerkhaus mit Zwerchhaus über der östlichen Traufwand. Einzeilige Fraktur-Inschrift im Erdgeschossrähm: „Erbaut durch Johann Thomas Schmiedt und Anna Margaretha Eheleuth, aufgericht d. lo. Juni 1788 Zimmermeister war Johann Jakob Freudenberg zum Dahlbruch“ auf dem Grundstück Dammstraße 34. Im November 1982 zum Grundstück Dammstraße 13 transloziert. | 1788                       | 22.10.1985       | 054             |
| | Zweigeschossiges Fachwerkhaus | Müsen Poststraße 7                                         | Zweigeschossiges Fachwerkhaus von 1757. Niedriger, teils vorspringender Steinsockel. Die Ständer (vier auf der Giebelseite, sechs auf der Schmalseite) laufen durch, die Rähmbalken (Schwellriegel) sind dazwischengesetzt. Die durchlaufende Inschrift auf der Eingangstraufseite mit Sprüchen und Bez.: „1757 durch Zimmermeister Johannes Schmitsen erbaut für Eheleute Johannes Kremer und Maria Elisabeth“. Zweizeilig umlaufende Inschrift Fraktur: „Gott Vatter Sohn Und Heiliger Geist durch Dein Gnad unnd Beystand Leist auff Daß Dein Macht daß Hauß bewahr und Uns behüt Führ Aller Noht und Gefahr Auff daß Allzeit Dein Vollck bereit durch Deinen Geist Dich Vatter Heist und in wahrer heiligk Sein Liebster Sohn der unß bereit Herr Laß Mich Dich Nun Ruften an Auf das die Frau und Auch der Mann Sampt Ihren Kindern und gesint Dir leben Alle Heiliglich und sterben alle Seliglich Dorten Leben Alle ewiglich. Dieses Haus ist Erbaudt Worden durch Jost Hannes Kremer und Maria Elißabeta Eh-leut Durch Zimmer Meister Johannes Schmit den 9ten Tag Juniuß Herr heilige Du Nun Diß Hauß waß böß ist Laß Unß Imer Drauß Gib Reine Hertzen Jeder Zeit und Laß uns Hier stetz ßein bereit So werden Wir Selig Sein In Ewigkeit Ach Herr Da Du daß Leben gibst und Nur den Heiligen Wandel Libst gib daß Ich Meine Leben! Zeit Zubringe In Wahrer Heiligk.“ | 1757                       | 30.10.1985       | 055             |
| | Wohn- und Wirtschaftsgebäude | Dahlbruch Müsener Straße 4                                 | Zweigeschossig errichteter Baukörper wohl aus der Jahrhundertwende, dessen Traufseite als Schauseite zur Straße in sichtbarem Fachwerk mit axial angelegtem Eingang ausgebildet ist, zeigt in anschaulicher Weise das Bauschaffen dieser neoklassizistischen Bauphase, die auch in der Ausbildung der Ortgänge, Gesimse und Fensterumrahmungen noch einmal deutlich wird. Dazu kommt eine gewisse städtebauliche Bedeutung des Hauses, das mit dem benachbarten Gebäude Nr. 2 den Eingangsbereich der Müsener Straße markiert. Konstruktion und Proportion verweisen auf eine Bauzeit in der 2. Hälfte 19. Jahrhundert (vgl. den gleichen, aber älteren Bautyp Hillnhütter Straße 33). Als charakteristischer Bau mit der späten Fachwerkkonstruktion von örtlicher Bedeutung. Unter Schutz gestellt ist das Äußere des Wohn- und Wirtschaftsgebäudes. | 2. H. 19. Jh.              | 22.11.1985       | 056             |
| | Nebengebäude | Dahlbruch Müsener Straße 6                                 | Aus gleicher Bauzeit wie das Haupthaus Müsener Straße 4, wohl um die Jahrhundertwende errichtet. | um 1900                    | 22.11.1985       | 057             |
| weitere Bilder | Burgruine Ginsberg mit Vorburghaus und Fachwerkhaus und Aussichtsturm mit Gedenkstätte sowie neuere Bauergänzungen und Bauten                                                                        | Grund Der Schloßberg                                       | Die Burg ist im beschriebenen Umfang bedeutend für Hilchenbach, weil hier die Herrschaftsgeschichte der Bevölkerung Nassaus und Westfalens bezeugt ist und weil von hier aus 1568 durch Wilhelm I von Oranien mit dem Beginn der Niederländischen Befreiungskriege bedeutende europäische Ereignisse ihren Ausgang nahmen. Die Burg wurde nach 1957 als Gedenkstätte niederländischer Geschichte ein wichtiger Ort deutsch-niederländischer Völkerverständigung. |                            | 22.11.2008       | 058             |
| | Forstdienstgehöft Hof Ginsberg mit Backhaus und Marstall | Grund Hof Ginsberg                                         | a) Forsthaus. Eingeschossiges, verschiefertes Gebäude über Natursteinsockel. Mit dem Marstall bildet das Haus eine diese Region Hilchenbachs prägende Gruppe. Der Denkmalwert bezieht sich auf die äußere Erscheinung. b) Marstall. Aus den alten Gebäuden unterhalb der Ginsburg hervorgegangen. Die im Mittelalter hier in unmittelbarer Nähe gelegene St.-Antonius-Kirche und andere Bauten sind untergegangen. Der Rechteckbau wurde aus älteren Teilen wohl im 18. Jh. in die heutige Form gebracht. Denkmalwert ist das Äußere und die gesamte historische Konstruktion der Anlage. c) Backes. Kleiner Fachwerkbau von 1823 mit verschiefertem Satteldach. Typisches riegelloses Siegerländer Fachwerk dieser Epoche. | a) 1904 b) 18. Jh. c) 1823 | 22.11.1985       | 059             |
| Zweigeschossiges Fachwerkwohnhaus | Zweigeschossiges Fachwerkwohnhaus | Dahlbruch Hochstraße 18                                    | In Fachwerk auf einem massiven Sockel errichtetes Haus. Ehemalige Hofanlage in bäuerlicher Bauweise. Das an der Eingangsseite zweigeschossige Fachwerk zeigt durchgehende Hauptgefügeständer mit beidseitig angeschlossenen Streben. Das Mittelrähm an der traufseitigen Eingangsseite ist mit einer Inschrift, die das Baudatum ausweist, geziert. Wortlaut der Inschrift: „Herr gott durch deine gnad und gut dieses Hauß für Bößer Raff und Allem Schad behüt Und segne du die Wohnen drin Das sie nach Deinem Willen sind und Befehlen dem Herrn die Wege gottes Er wird alles Wohl machen Erbaut durch Johann Jacob Freudenberg Maria Elisabeth Auffgericht den 29ten May 1775 Zimmermeister Johann Jacob Freudenberg“ | 1775                       | 29.11.1985       | 060             |
| Fachwerkgebäude | Fachwerkgebäude | Hilchenbach Kirchweg 9                                     | Fachwerkgebäude aus der Zeit um 1700. Eckständer im unteren Teil verstärkt. Nach dem Gefüge zu urteilen, kann der nun nachträglich über der Haustür angebrachte Balken mit der Inschrift: „Johannes Kleb Catharina Eheleute den 15. April anno 1691“ zum Hause gehört haben und die Erbauungszeit und Erbauer nennen. Unter Schutz gestellt ist das Äußere und die historische Konstruktion sowie der Wandstuck, das Relief und der Ern des Fachwerkgebäudes. | um 1700                    | 19.12.1985       | 061             |
| | Zweigeschossiges Fachwerkhaus | Ruckersfeld Dreisbachstraße 11                             | Zweigeschossiges Fachwerkgiebelhaus. Auf den Schwellbalken zwischen Erdgeschoss und Obergeschoss Inschriftenbalken. Dieses hervorragende Gebäude liegt an der sich zum Platz öffnenden Kreuzung mehrerer Wege und der Kreisstraße und ist für die Platzgestaltung von außerordentlicher Wichtigkeit. | 1765                       | 20.12.1985       | 062             |
| | Zweigeschossiges Fachwerkhaus | Grund Jung-Stilling-Straße 21                              | Zweigeschossiges Fachwerkhaus in der typischen Ausformung des einfacheren mittelgroßen Bauernhauses des Siegerländer Typus (2. Hälfte des 18. Jahrhunderts). Volkskundlich als gut bewahrtes Beispiel dieses Typus von Bedeutung, schließt es städtebaulich im Süden die historische Bebauung des Dorfes wirksam ab und ist damit wesentlicher Bestandteil des Dorfes Grund. Unter Schutz gestellt ist das zweigeschossige Fachwerkhaus mit Ausnahme der Anbauten an der Nordostseite. | 2. H. 18. Jh.              | 30.12.1985       | 063             |
| | Zweigeschossiges Traufenhaus aus Fachwerk | Helberhausen Im Henkenhof 1                                | Zweigeschossiges Traufenhaus aus Fachwerk, aus dem Ende des 18. Jahrhunderts mit steilem Giebel. Im Giebel ist eine Ladeluke angebracht. Bildet einen Teil des alten Dorfkerns von Helberhausen, der durch die Errichtung von neuen Fachwerkhäusern ansonsten verunklärt würde. | Ende 18. Jh.               | 30.12.1985       | 064             |
| Klosterkirche mit den Ausstattungsstücken Altar mit Altarbild, Kanzel, Chorgestühl, Epitaphien, Grabplatten, Nonnenempore, Orgelprospekt und Glocke. Klostergebäude mit Konventsaal mit Rokokodecke. | Klosterkirche mit den Ausstattungsstücken Altar mit Altarbild, Kanzel, Chorgestühl, Epitaphien, Grabplatten, Nonnenempore, Orgelprospekt und Glocke. Klostergebäude mit Konventsaal mit Rokokodecke. | Allenbach Stift-Keppel-Weg                                 | Stift Keppel, ehem. Prämonstratenser-Nonnenkloster, etwa 1239 gegründet, seit Ende des 16. Jh. evangelisches Damenstift. Die ehem. Klosterkirche, jetzt ev. Pfarrkirche, im Kern aus dem 13. Jh. wurde vielfach umgebaut und erneuert. Vom Bau des 13. Jh. ist der verbaute zweigeschossige Westteil mit gewölbter Nonnenempore im Obergeschoss sowie der frühgotische Chor mit Gewölben erhalten. Das Kirchenschiff von 1779 ist seit 1908 flachgedeckt. Schnitzaltar von 1701, Kanzel bezeugt 1682, Orgelprospekt von 1685, Reste des spätgotischen Chorgestühls erhalten. Klostergebäude, erbaut 1747 bis 1751/52, Konventsaal mit Rokokodecke. Bei der Glocke handelt es sich um ein historisches Ausstattungsstück, das mit dem Baudenkmal Kirche eine Einheit von Denkmalwert bildet. In gleicher Weise sind die Ausstattungsstücke zu betrachten. | 13. Jh.                    | 30.12.1985       | 065             |
| | Ehemalige Kapellenschule | Ruckersfeld Am Oberrain 3                                  | Auf Steinsockel, der die Hanglage ausgleicht, aufgesetzter Rechteckbau aus Fachwerk. Die 1710 erbaute Schulkapelle wurde im späten 19. Jahrhundert umgebaut zu einem Saal auf zwei Gusseisenstützen. Der Typus der Siegerländer Schulkapelle ist religions- und schulgeschichtlich wie volkskundlich ein bedeutender Typus. Städtebaulich prägend gelegen, ist der Bau bedeutender Teil des historischen Ortsteils Ruckersfeld. | 1710                       | 06.01.1986       | 066             |
| | Ehemalige Kapellenschule | Grund Jung-Stilling-Straße 11                              | Kleine Schulkapelle aus Fachwerk mit Satteldach und Dachreiter. Aus ortsgeschichtlichen und städtebaulichen Gründen als Mittelpunkt des Teils der Gemeinde Grund von hoher Bedeutung, darüber hinaus ist der Typus der Schulkapelle als siegerländische Eigenentwicklung von volkskundlicher und wissenschaftlicher (Religions- und Schulgeschichte) Bedeutung. | 1792                       | 06.01.1986       | 067             |
| | Haus Waldheim | Dahlbruch In der Mahlbach 2                                | Zweigeschossiger verputzter Massivbau. Durch Bauweise und Lage von besonderer örtlicher Bedeutung aus geschichtlichen Gründen (Wappen!). | 1784                       | 08.01.1986       | 068             |
| Zweigeschossiges Fachwerkwohnhaus | Zweigeschossiges Fachwerkwohnhaus | Hilchenbach Bruchstraße 28                                 | Das in zwei Geschossen traufenständig errichtete Gebäude mit mittig angelegtem Hauseingang ist als Haustyp bedeutend für die bauliche Entwicklung der Stadt Hilchenbach im 19. Jahrhundert. Im Straßenbild der Bruchstraße ist das Haus wesentlicher Teil des historischen Ensembles. Darüber hinaus ist die Blechverkleidung aus der Zeit der Fensterumrahmungen ein volkskundlich bedeutendes Beispiel für die Gestaltungserfindungen des Historismus am Fachwerkbau. Geburtshaus von Carl Kraemer (Vater des Tierschutzgesetzes). | 1. H. 19. Jh.              | 22.01.1986       | 069             |
| 3-geschossiges Fachwerkhaus | 3-geschossiges Fachwerkhaus | Hilchenbach Markt 6                                        | Das Gebäude ist dreigeschossig und giebelständig an der Südseite des Marktes. Städtebaulich am Markt entscheidend gelegen, vertritt das Haus den repräsentativen Typus des Bürgerhauses beim Wiederaufbau nach dem Brand von 1689. Das auf einem massiven Sockel errichtete Fachwerkhaus zählt zu den wenigen noch erhaltenen Bauten des 17. Jh.; städtebaulich wichtige Lage im Eingangsbereich des Marktes. Die verschleifende Ornamentik bereitet die Konstruktionsweisen des Fachwerks des 18. Jh. vor und ist damit baugeschichtlich (wissenschaftlich, volkskundlich) für die Fachwerkentwicklung im südlichen Westfalen von Bedeutung. Unter Schutz gestellt ist das Äußere und das alte konstruktive Gefüge des dreigeschossigen Fachwerkhauses ohne den eingeschossigen nordwestlichen Anbau im massiv ersetzten Erdgeschoss | 17. Jh.                    | 13.01.1986       | 070             |
| 3-geschossiges Fachwerkhaus | 3-geschossiges Fachwerkhaus | Hilchenbach Markt 12                                       | Der dreigeschossige Fachwerkbau hat ein schiefergedecktes Satteldach, ist giebelständig und giebelseitig erschlossen. Sein sichtbares Fachwerk ist dunkelbraun/weiß. Unter Schutz gestellt sind die Außenwände einschließlich der Dachflächen des Hauptbaukörpers ohne den Anbau an der Südseite des Hauses. | Ende 17. Jh.               | 13.02.1986       | 071             |
| | Wassermühle | Lützel Altenteich                                          | Auf Sockelgeschoss stehender, eingeschossiger Fachwerkbau. Ursprünglich lag ein Wasserrad im Inneren des Gebäudes, heute noch ist diese Wasserradkammer vorhanden, der Obergraben der Mühle entwässert durch den Mühlenkörper. Das Gefüge des Fachwerks lässt vermuten, dass das gesamte Fachwerk zweitverwendet worden ist. Es fehlt ihm zumindest ein komplettes Untergeschoss. | 1779                       | 20.02.1986       | 072             |
| | Ehem. Bethaus | Müsen Auf der Stollenhalde 4                               | Direkt neben dem „Tiefen Stahlberger Stollen“, erbaut von 1740 bis 1780, liegt das ebenfalls in diesem Zeitraum zu datierende Bethaus. Es ist ein eingeschossiges Gebäude, auf hohem, in den Hang hineingebautem Kellergeschoss. In der östlichen Giebelfläche befindet sich eine Uhr mit darüber liegendem Schlegel & Eisen Symbol. Unter Schutz gestellt ist das Gebäude insgesamt. | 1740–1780                  | 20.02.1986       | 073             |
| | Wohnhaus | Grund Jung-Stilling-Straße 15                              | Städtebaulich prägend im Zentrum von Grund gelegen. Volkskundlich von hoher Bedeutung als Beispiel des reich verzierten Siegerländer Bauernhauses. Im Ortsteil Grund ist dieses das bedeutendste und größte historische Gebäude. Der langgestreckte Kernbau des 18. Jahrhunderts wurde im 19. Jahrhundert um etwa 1/3 verlängert. Die ursprüngliche Bauernhausnutzung heute durch Wohnnutzung verdrängt. Ausführliche Inschrift auf zwei Hausseiten im Rähmbalken. | 1767                       | 20.02.1986       | 074             |
| Jung-Stillings Geburtshaus | Jung-Stillings Geburtshaus | Grund Jung-Stilling-Straße 16 Karte                        | Zweigeschossiges, traufenständiges Gebäude, im Erdgeschoss massiv und verputzt, im Obergeschoss aus riegellosem Fachwerk. Im Erdgeschoss ist ein Stein eingesetzt mit der Inschrift: „Erbaut von Johan Ebert Jung Margaretha, Eheleute, Ao 1730“. Im 20. Jahrhundert ist das Gebäude bis auf das Erdgeschoss abgebrannt und dann 1928 in Fachwerk wieder aufgebaut. In dem alten Haus ist der berühmte Augenarzt und Dichter Johann Heinrich Jung-Stilling (1750–1820) geboren und hat dort gelebt. Im Haus ist eine Gedenkstube eingerichtet. Als historische Stätte hat das Gebäude über Grund hinaus eine besondere Bedeutung. | 1730                       | 20.02.1986       | 075             |
| | Speichergebäude | Helberhausen Ferndorfstraße 161                            | Denkmalwert ist der Speicher im Äußeren und seiner historischen Konstruktion. Als einziges landwirtschaftliches Nebengebäude von Bedeutung sind historische Gründe und solche für die Produktionsverhältnisse in Helberhausen maßgeblich. Wegen der signifikanten Lage im Straßenbild unweit westlich der Häuser bei der Schulkapelle ist seine Erhaltung aus städtebaulichen Gründen notwendig. | 18. Jh.                    | 20.02.1986       | 076             |
| | Zweigeschossiges Fachwerkhaus | Ruckersfeld Am Acker 4                                     | Wegen seiner reichen Schnitzereien ist es aus volkskundlichen Gründen und zugleich als südlicher Abschluss des bedeutenden Dorfensembles aus städtebaulichen Gründen denkmalwert. Das Haus ist zweistöckig verzimmert mit kräftigen Hölzern, nur die Eckständer sind verstrebt. Das verschieferte Dach wurde in der 2. Hälfte des 19. Jahrhunderts um einen niedrigen Drempelstreifen angehoben, die alte Konstruktion des Dachstuhls ist nach Siegerländer Art dabei erhalten geblieben, diese Umbauform ist volkskundlich von Interesse, da es ein für das Siegerland kennzeichnendes Phänomen ist. Besondere Bedeutung haben die reichen Schnitzereien an den Ständern, meist am Sockel mit vorspringendem Feld geschmückt, die mit sich einrollenden Voluten im Rokokostil abschließen. Die Schwelle-Rähmbalkenkonstruktion mit profilierten Balkenköpfen und Füllhölzern ist ein Motiv, welches sonst bei den Bürgerhäusern des späten 17. Jahrhunderts (z. B. Hilchenbach am Markt) anzutreffen ist. Die als Schauseite ausgebildete nördliche Trauffassade ist mit Inschriften (biblischen Sprüchen) ausgestattet. | 1784                       | 21.02.1986       | 077             |
| | Zweigeschossiges Fachwerkhaus | Vormwald Vormwalder Straße 44                              | Das zweigeschossige Fachwerkhaus ist für den Straßenzug und die Ortsgeschichte von Wichtigkeit. | 1. H. 18. Jh.              | 21.02.1986       | 078             |
| | Zweigeschossiges Fachwerkhaus | Oechelhausen In der Rembach 3                              | Zweigeschossiges Fachwerkhaus, giebelständig zur Straße gelegen. Aus gleicher Zeit ist eine Scheune erhalten, die jedoch wegen ihrer vielen Anbauten nur noch zum Teil zu erkennen ist. Gebäudegruppen einer Zeit sind sehr selten, hier in Oechelhausen aber gleich zweimal anzutreffen. Die Scheunen gehören neben dem Hauptgebäude mit dem Viehstall zur Wirtschaftseinheit und dokumentieren die ländliche Struktur des Ortes. Die Dächer der Gebäude waren in Oechelhausen bis nach dem Zweiten Weltkrieg noch mit Stroh gedeckt, bis sie ein Wirbelsturm abdeckte. Seit dieser Zeit sind die Dächer mit Blech bzw. Schiefer geschlossen. | 1752                       | 21.02.1986       | 079             |
| | Fachwerkwohnhaus | Ruckersfeld Dreisbachstraße 7                              | Fachwerkbau des 18. Jahrhunderts. Wegen der eigenständigen Details der Fachwerkverzimmerung und der ornamentierten Eckständer ist das Haus volkskundlich von Bedeutung, ebenfalls im Zusammenhang des historisch und städtebaulich bedeutenden Dorfkerns von Ruckersfeld. Unter Schutz gestellt ist das Wohnhaus – die Details des Inneren sind von der Unterschutzstellung ausgeschlossen. Die Unterschutzstellung bezieht sich auf das Gebäude insgesamt ohne die jüngeren Verlängerungen und die Queranbauten nach Westen. | 18. Jh.                    | 21.02.1986       | 080             |
| | Zweigeschossiges Fachwerkhaus | Helberhausen Im Henkenhof 2                                | Zweigeschossiges Fachwerkhaus aus der 2. Hälfte des 18. Jahrhunderts. Zusammen mit dem Haus Im Henkenhof 1 und 3 wird hier die alte Dorfmitte des Dorfes markiert. Aus ortsgeschichtlichen Gründen ist das konstruktive Gefüge ohne die neueren Anbauten unter Schutz gestellt. | 2. H. 18. Jh.              | 21.02.1986       | 081             |
| | Zweigeschossiges Fachwerkhaus | Helberhausen Im Henkenhof 3                                | Das Objekt bildet mit dem Haus Im Henkenhof 1 eine konstruktive Einheit und wurde erst später geteilt. | Ende 18. Jh.               | 21.02.1986       | 082             |
| weitere Bilder | Fachwerkhaus | Lützel Gillerbergstraße 31                                 | Das ehemalige Bauernhaus ist ein gut bewahrtes Fachwerkhaus aus der 2. Hälfte des 18. Jahrhunderts. Es gehört nach volkskundlichen Gesichtspunkten zu dem Typus des schlichteren Bauernhauses des Siegerlandes, es war bis ins 20. Jahrhundert noch strohgedeckt, heute durch Bleche ersetzt. Im Inneren ist die Aufteilung des Hauses aus der Erbauungszeit weitgehend unverändert bewahrt. Das Haus ist wegen der Seltenheit eines unverändert erhaltenen Erns als volkskundlich von besonders hoher Bedeutung zu beurteilen, es ist damit der bedeutendste historische Zeuge in der Gemarkung Lützel. | 2. H. 18. Jh.              | 21.02.1986       | 083             |
| | Scheune | Ruckersfeld Dreisbachstraße 9                              | Wesentlicher Teil des städtebaulich wie historisch bedeutenden Dorfes Ruckersfeld. Die rückwärtig gelegene Scheune stammt aus dem frühen 19. Jahrhundert. Sie ist ein anschauliches Beispiel des riegellosen Siegerländer Fachwerkbaus. Scheunen dieses vergleichbar guten Erhaltungszustandes sind in Hilchenbach fast nicht mehr anzutreffen. Damit kommt der Scheune besonders volkskundliche Bedeutung zu. |                            | 24.02.1986       | 084             |
| | Wohnhaus | Ruckersfeld Dreisbachstraße 9                              | Wesentlicher Teil des städtebaulich wie historisch bedeutenden Dorfes Ruckersfeld. Das Haus ist ein größtenteils verschieferter Fachwerkbau wohl nach Brand um 1840 bis 1860 neu aufgebaut in der traditionellen Bauüberlieferung des Siegerlandes. | Mitte 19. Jh.              | 24.02.1986       | 085             |
| | Zweigeschossiges Gebäude (sog. Menage) | Müsen Auf der Stollenhalde 7                               | Zweigeschossiges Gebäude auf hohem Sockelgeschoss aus Bruchstein. Unter Schutz gestellt ist das Gebäude insgesamt. |                            | 24.02.1986       | 086             |
| | Ehemaliges Pulverhäuschen | Müsen Auf dem Grundstück Gemarkung Müsen                   | Auf dem Gelände der ehemaligen Grube Stahlberg am Hang der Martinshardt steht heute nur noch das im Jahre 1817 erbaute sog. Pulverhäuschen, das im Jahre 1931 von dem SGV zu einer Schutzhütte umgebaut wurde. Auf quadratischem Grundriss stehendes geputztes Gebäude unter aufgehendem Pyramidendach. Die Wetterfahne führt Schlegel und Eisen. Letztes Wahrzeichen einer ehemals florierenden Erzgrube. Unter Schutz gestellt ist das Gebäude insgesamt. | 1817                       | 25.02.1986       | 087             |
| | Fachwerkhaus | Oechelhausen In der Rembach 14                             | Das 1756 datierte Fachwerkhaus wurde im Erdgeschoss massiv ersetzt und im Inneren durchgebaut. Wegen seiner städtebaulich prägenden Lage im Ortsteil Oechelhausen kommt jedoch dem Fachwerkobergeschoss und den Giebeldreiecken so wesentliche städtebaulich-ortshistorische Bedeutung zu, dass die aufgeführten Fachwerkteile in ihrer Außenerscheinung denkmalwert zu betrachten sind. | 1756                       | 25.02.1986       | 088             |
| | Zweigeschossiges Fachwerkhaus | Oechelhausen Dreisbachstraße 63                            | Zweigeschossiges Fachwerkhaus, das giebelständig zur Straße liegt und hier das zweifach vorkragende Giebeldreieck mit einer Holzverkleidung versehen ist. Das Gebäude ist eins der aufwendigsten der Region und in gutem Erhaltungszustand, obwohl auch hier wieder im Erdgeschoss im Stallteilbereich das Fachwerk durch Mauerwerk ersetzt worden ist. | 1752                       | 25.02.1986       | 089             |
| | Scheune | Oechelhausen Dreisbachstraße 63                            | Hervorragend erhaltene Scheune, deren Gefüge mit langen Fußstreben gesichert ist. Die Profilierungen der Vorkragung des Giebeldreiecks sind für die Zweckbauten von Seltenheit. Die Scheune ist als Durchfahrtsscheune angelegt. |                            | 25.02.1986       | 090             |
| | Zweigeschossiges Fachwerkhaus | Ruckersfeld Am Elme 2                                      | Schlichtes zweigeschossiges Fachwerkhaus vom Anfang des 19. Jahrhunderts. Das Haus ist wesentlicher Teil des Erscheinungsbildes des historisch und städtebaulich bedeutenden Dorfes Ruckersfeld. Es hält die Ostseite des Dorfplatzes fest. Ein Verlust des Hauses würde die Geschlossenheit des historischen Dorfkerns zerstören. | Anf. 19. Jh.               | 25.02.1986       | 091             |
| | Zweigeschossiges Fachwerkhaus | Müsen Hauptstraße 99                                       | Zweigeschossiges traufenständiges Fachwerkhaus, erbaut lt. Inschrift auf dem Schwellriegel 1769. Die weiteren Inschriften- und Ornamentteile sind zugespachtelt. Unter Schutz gestellt ist das Äußere und die tragende historische Fachwerkkonstruktion des Wohnhauses ohne die Details des Inneren. | 1769                       | 28.2.986         | 094             |
| | Zweigeschossiges Fachwerkhaus | Müsen Glück-Auf-Straße 20                                  | Zweigeschossig traufseitig gelegener Fachwerkbau mit durchgehenden Ständern und dazwischengesetzten Schwellriegeln. Unter Schutz gestellt ist das Gebäude insgesamt. | um 1800                    | 28.02.1986       | 096             |
| | Zweigeschossiges Fachwerkhaus | Müsen Glück-Auf-Straße 34                                  | Zweigeschossiges traufenständiges Fachwerkhaus als Geschossbau errichtet mit Schwellriegeln zwischen den Geschossen. Auf den Schwellriegeln sind religiöse Sprüche vermerkt, ebenso der Zimmermeister des Hauses: „Johann Heinrich Koltinghausen“. Die Eckständer zeigen Schnürrollornamente. In dem kräftigen Mittelrähm Inschrift Fraktur teilweise zweizeilig, aber nicht mehr voll lesbar: „Nun Hebe an Zu segnen daß Hauß Deines Knechtes, daß eß Ewiglich sey Vor Dier dann Was Du Herr segnest ... dem Herrn Deine Wege und hoffe auf Ihn Er wirds wohl machen er wird seine gerechtigkeit her für bringen Wie das Licht und dein Recht Wie den Mitag 1763 Zimmer meister Johann Henrich Holinghausen in Haarhausen Heiligkeit Ist die Zierde Deines Hauses Ewiglich.“ Unter Schutz gestellt ist das Gebäude insgesamt ohne den westlichen Anbau. | 1763                       | 28.02.1986       | 097             |
| | Fachwerknebengebäude | Müsen Zu Glück-Auf-Straße 34                               | Zu dem Hauptgebäude gehörendes Fachwerknebengebäude, das direkt an der Glück-Auf-Straße und wohl gleichzeitig mit der Hauserweiterung errichtet wurde. Zum Teil ist es zweigeschossig. Unter Schutz gestellt ist das Gebäude insgesamt. |                            | 28.02.1986       | 098             |
| Zweigeschossiges Fachwerkhaus | Zweigeschossiges Fachwerkhaus | Hilchenbach Bruchstraße 35                                 | Dieses Gebäude gehört noch zu der früheren giebelständigen Bebauung der Bruchstraße, die gegen Ende des 18. Jahrhunderts zum größten Teil durch traufenständige Gebäude ersetzt wurde. Von daher kommt dem Gebäude für die Siedlungsgeschichte Hilchenbachs und vor allem für die Bebauungsentwicklung der Bruchstraße eine besondere Bedeutung zu. Das gut erhaltene innere wie äußere konstruktive Gefüge hat darüber hinaus starken volkskundlichen Aussagewert für die Bauweise in der 1. Hälfte des 18. Jahrhunderts. Unter Schutz gestellt ist das Fachwerkhaus einschließlich des inneren konstruktiven Gefüges. | 1. H. 18. Jh.              | 24.03.1986       | 099             |
| Jung-Stilling-Denkmal bei der ev. Kirche | Jung-Stilling-Denkmal bei der ev. Kirche | Hilchenbach Markt/Kirchweg                                 | Das ortshistorisch bedeutende Denkmal, laut Archivunterlagen 1871 errichtet, liegt auf der Ostseite der ev. Kirche zum Markt hin. In der Achse der Kirche, oberhalb der steinernen Futtermauer des Kirchhügels (mit den Gedenktafeln der Kriegerehrung), steht die Sandsteinstele auf gestuftem quadratischem hohem Sockel. Die klassizistischen Anklänge bei dem Denkmal beziehen sich wohl auf die Lebensdaten des 1817 gestorbenen Mediziners und Dichters. Künstlerisch bindet sich das Denkmal gut in die Umgebung des Marktplatzensembles ein und ist städtebaulich bedeutender Ausgangspunkt vor der großen Kirchenostfassade. Als Beispiel einer betont zurückhaltenden Denkmalgestaltung des Historismus ist die formale Harmonie nach Entwurf und Detailgestaltung bemerkenswert. | 1871                       | 24.03.1986       | 100             |
| | Backhaus | Lützel Kronprinzenstraße                                   | Dieses Backhaus wurde in schlichtem Fachwerk entsprechend dem abgängigen Vorgänger originalgetreu rekonstruiert. Alle wesentlichen Charakteristika sind beibehalten worden. Der original vorhandene Backofen liegt unter einem Pultdach an dem Westgiebel. Der Backofen ist mit Feldbrandsteinen ummauert. Alle Dachflächen sind in Blech eingedeckt. Die Gefache sind geputzt und weiß gestrichen. |                            | 01.04.1986       | 101             |
| | Backhaus | Helberhausen In der Wiere                                  | Das Backhaus „In der Wiere“ wurde aus Feldbrandsteinen auf einem Bruchsteinsockel errichtet. Das sehr flache Satteldach ist in der ortstypischen Art in Blech eingedeckt. Die Giebeldreiecke wurden in Fachwerk mit Putzfeldern ausgeführt, der südliche Giebel hat dabei eine Ladeluke zur Brennstofflagerung. Zugänglich wird das Backhaus durch eine schlichte Holztür, die Belichtung erfolgt durch ein mittiges Fenster in der Südwand. |                            | 01.04.1986       | 102             |
| | Ehemaliges Gerbereigebäude | Dahlbruch Hillnhütter Straße 35/37                         | Das Gebäude ist das letzte bauliche handwerkliche Zeugnis des ehemaligen Gerberdorfes Hillnhütten, und darüber hinaus ist auch selten ein Gerbereigebäude in seiner ehemaligen Funktion so klar zu erkennen. Die erste Gerberei in Dahlbruch wurde von den Familien Loos-Böcking seit 1828 betrieben. Es scheint, als wenn das heute als Baumschule betriebene Nebengebäude der ehemalige Gerbereibetrieb war. Zur Belüftung des Obergeschosses des Gerbereibetriebes waren in der Brüstung nur Metallstäbe eingefügt, die heute noch erhalten sind. Auf einer Karte des Bergamtes Siegen aus dem Jahre 1828 ist das Gebäude Hillnhütter Straße 35/37 zusammen mit dem Gebäude Hillnhütter Straße 34 eingezeichnet. |                            | 08.04.1986       | 103             |
| | Zweigeschossiges Fachwerkhaus | Müsen Martinshardtstraße 2                                 | Zweigeschossiges Fachwerkhaus, erbaut 1894 (Jahreszahl auf der Wetterfahne). Die Giebel und Rücktraufe sind verschiefert, die Vordertraufe zeigt Fachwerk mit Ausfachung in gelbem Klinker. Die Eingangstür des Hauses trägt ein kleines Giebelchen und im Oberlicht ist ein Wappen angebracht mit gekreuztem Hammer und Schlegel. Hinter dem Haus ist ein sich noch in Betrieb befindlicher Brunnen errichtet mit einer gusseisernen Brunnensäule. Dieses Gebäude scheint eine Bergwerksdirektorenvilla zu sein. Unter Schutz gestellt ist das Fachwerkhausgebäude insgesamt, ohne den westlichen Anbau. | 1894                       | 28.04.1986       | 104             |
| | Eingeschossiges Fachwerkhaus | Dahlbruch Winterbachstraße 46                              | Eingeschossiges breitproportioniertes Fachwerkhaus unter Satteldach. Das Gebäude bildete zusammen mit dem Gebäude Winterbachstraße 48 ehemals eine Hofanläge, die auch heute noch als solches zu erkennen ist und landschaftsprägend auf einer leichten Anhöhe östlich oberhalb des Winterbachs liegt. Das ehemals zum Hof gehörende Gebäude wird heute als Wohnhaus genutzt. Ehemals war es die Scheune des Hofes. | 18. Jh.                    | 04.06.1986       | 105             |
| | Fachwerknebengebäude | Müsen Zu Glück-Auf-Straße 32                               | Zu dem Hauptgebäude gehörendes Fachwerknebengebäude, das direkt an der Glück-Auf-Straße und wohl gleichzeitig mit der Hauserweiterung errichtet wurde. Das kleine einfache Fachwerkhaus besteht aus riegellosen Ständern, in denen etwa mittig ein Schwellriegel eingefügt wurde. Zum Teil ist es zweigeschossig. Unter Schutz gestellt ist das Gebäude insgesamt. |                            | 26.06.1986       | 106             |
| | Haupthaus der ehemaligen Hofanlage | Dahlbruch Winterbachstraße 48                              | Gestrecktes zweigeschossiges Fachwerkgiebelhaus, landschaftsprägend auf einer leichten Anhöhe östlich oberhalb des Winterbaches. Kräftiges altertümliches Fachwerkgerüst aus Stielen, Doppelstreben und Riegeln. Nachdem die Eigentümer wechselten, wurde das Gebäude vor einiger Zeit grundlegend renoviert. Die inneren Raumstrukturen wurden dabei verändert. Trotzdem ist das Fachwerkgefüge gut erhalten und zeigt die typische Konstruktion der Zeit mit Schwellriegeln, Fußstreben und kurzen Diagonalhölzern. Der vordere Eckständer ist besonders reich verziert. Über den Schwellriegeln der vorderen Traufseite zieht sich eine Inschrift, die aufgrund von Verwitterung kaum noch zu lesen ist. | 1766                       | 11.07.1986       | 107             |
| Zweigeschossiges Fachwerkhaus | Zweigeschossiges Fachwerkhaus | Hilchenbach Bruchstraße 14                                 | Giebelständiges, zweigeschossiges Fachwerkhaus, im Kern aus dem 17./18. Jh. Linker Eckständer der rechten Traufseite beschnitzt. Unter Schutz gestellt ist die nordöstliche Fassade des Gebäudes Wohn- und Geschäftshaus. | 17./18. Jh.                | 21.07.1986       | 108             |
| Zweigeschossiges Fachwerkhaus | Zweigeschossiges Fachwerkhaus | Hilchenbach Bruchstraße 3                                  | Giebelständiges, zweigeschossiges Fachwerkhaus, im Kern aus dem 17. Jh. mit einem rückwärtigen Anbau aus späterer Zeit (Scheune?). Unter Schutz gestellt ist das Äußere und die historische Konstruktion des Gebäudes ohne den südöstlichen Anbau. | 17. Jh.                    | 21.07.1986       | 109             |
| Zweigeschossiges Fachwerkhaus | Zweigeschossiges Fachwerkhaus | Hilchenbach Bruchstraße 29                                 | Traufenständiges, zweigeschossiges Fachwerkgebäude aus der Zeit um 1800, umgebaut und rückwärtig erweitert Ende 19. Jh., saniert 1984/85. Fünfachsige Straßenfassade mit hellem Putz versehen und bekrönt durch eine Ädikula mit ovalem Fenster. Erdgeschoss um 1900 zum Laden umgebaut und mit Schaufensteranlagen versehen. Unter Schutz gestellt ist das Äußere und das konstruktive Gefüge des Wohn- und Geschäftshauses. | um 1800                    | 21.07.1986       | 110             |
| Villa | Villa | Hilchenbach Trift 3                                        | Zweigeschossige, traufenständige mit hellem Putz versehene Arztvilla mit Praxis, erbaut 1926/27. Unter Schutz gestelltist das Äußere und das Treppenhaus im Inneren. | 1926/27                    | 23.07.1986       | 113             |
| Zweigeschossiges Fachwerkhaus | Zweigeschossiges Fachwerkhaus | Hilchenbach Unterzeche 4                                   | Zweigeschossiges giebelständiges Fachwerkhaus über hohem Keller. Über der Kellertür Spolie mit der Jahreszahl 1689; Kern des Hauses wohl aus dieser Zeit. Die Eintragung des Inschriftenbalkens wurde am 13. November 1997 aus der Denkmalliste gelöscht. Unter Schutz gestellt ist die südöstliche Fachwerkfassade des ersten Obergeschosses des Wohn- und Geschäftshaus. | 1689                       | 12.01.1987       | 114             |
| | Zweigeschossiges Fachwerkhaus | Dahlbruch Hillnhütter Straße 33                            | Repräsentatives zweigeschossiges Fachwerkhaus auf Steinsockel, Krüppelwalm-Schieferdach auf profiliertem Kranzgesims. Bemerkenswert symmetrisch aufgebautes Fachwerkgerüst mit Stielen, Streben und Riegeln. Auf der Obergeschossschwelle links eine Inschrift. Aus baugeschichtlichen Gründen von örtlicher Bedeutung. Unter Schutz gestellt ist das Äußere des Fachwerkhauses. | 1793                       | 17.03.1987       | 115             |
| Zweigeschossiges Fachwerkhaus | Zweigeschossiges Fachwerkhaus | Hilchenbach In der Herrenwiese 29                          | Zweigeschossiger Bau mit Krüppelwalmdach. Obergeschoss aus Fachwerk mit verschieferter Straßenfront. Der Bauteil zur Straße zeigt durch sein mit kräftigen Diagonalstreben versteiftes Fachwerk eine Bauzeit des 18. Jh. an. Unter Schutz gestellt ist die historische Holzkonstruktion und das äußere Erscheinungsbild ohne die Details des Inneren des Wohnhauses. | 18. Jh.                    | 31.03.1987       | 116             |
| | Ehem. Arbeiterschlafhaus | Dahlbruch Carl-Kraus-Straße 4                              | Bei dem Gebäude handelt es sich um ein nahezu 30 Meter langes, zur Straße hin giebelständiges Fachwerkhaus unter einem Satteldach. Das Gebäude wurde 1872 in sog. „Sparfachwerkbauweise“ errichtet. Das Gebäude war ursprünglich durch drei quer verlaufende Trennwände in vier annähernd gleich große Schlafsäle geteilt. Zu jedem Saal gehörte ein Ofen, äußerlich an den Kaminköpfen noch ablesbar. Jeder Schlafsaal wurde separat erschlossen, und zwar diejenigen an den Kopfenden durch vorgelagerte Treppenhäuser, die gleichzeitig den Zugang ins Dachgeschoss ermöglichten, die beiden mittleren durch einen an der Traufseite noch vorhandenen, vorgelagerten, geschlossenen Eingangsbereich mit zwei Türen. Unter Schutz gestellt ist das Äußere des ehem. Arbeiterschlafhauses ohne spätere Treppenhausanbauten an der Nord- und Südseite und im Innern lediglich die noch vorhandene ursprüngliche Fachwerkkonstruktion zur Aufteilung des Gebäudes in Schlafsäle und die drei Kamine aus der Entstehungszeit des Gebäudes. | 1872                       | 10.04.1987       | 117             |
| | Fachwerkhaus mit Gewölbekeller | Hadem In der Dahl 4                                        | Mit dem Nachbarhaus Zeuge der historischen Bauerschaft Hadern, damit bedeutend für die Geschichte dieser Siedlung. Städtebauliche ist das Haus mit seinem Nachbarn (Nr. 1) zentral am Hang gelegen und bestimmt die Gruppe der Häuser dieser Siedlung. Im Kern ist das Haus eine Anlage des 18. Jh., an der westlichen und südlichen Seite wurde es im 19. Jh. verschiefert und mit neuen Fenstern mit weißen Fensterfaschen ansprechend gegliedert (hier kleine Anbauten des 19. Jh.). Die beiden anderen Seiten zeigen das Fachwerk. An der Giebelseite sind volkskundlich bedeutende Lehmausfachungen mit geritzter Ornamentik teils sichtbar erhalten. Im Haus befindet sich ein kleiner Keller mit Tonnengewölbe. Der Treppenzugang ist in typischer Form an einer der Bogenseiten gelegen. Durch einen schräg angelegten Schacht erhält der Keller eine Belüftung und ein wenig Licht, da er voll in der Erde liegt. Keller dieser Gestalt sind schwer genau zu datieren, sie gibt es vom Mittelalter bis in die Mitte des 19. Jh. Dem darüber aufstehenden Holzwerk nach zu urteilen, mag er hier noch im 18. Jh. entstanden sein. Er bildet mit dem Haus eine Einheit von Denkmalwert. Unter Schutz gestellt ist das Äußere und das konstruktive Gefüge des Fachwerkhauses mit dem Gewölbekeller. | 18. Jh.                    | 13.05.1987       | 118             |
| Zweigeschossiges Fachwerkhaus | Zweigeschossiges Fachwerkhaus | Hilchenbach Unterzeche 6                                   | Kleines zweigeschossiges Fachwerkhaus auf hohem Keller. Die Erbauungszeit erfolgte in der 1. Hälfte 19. Jh. vor 1854. Von diesem Zeitpunkt ab bis zum Jahre 1890 als städtisches Wachtlokal mit Gefängnis genutzt. Seit 1890 in Privatbesitz, zunächst aber weiterhin als Gefängnis genutzt, dann als Wohnhaus. Das Haus ist aus stadtgeschichtlichen und städtebaulichen Gründen denkmalwert. Als städtebaulich wichtiges Objekt, das vom Marktplatz wie von der Unterzeche zu sehen ist, wird es in seinen äußeren Umrissen und seinem konstruktiven Gefüge sowie im Inneren die historisch erhaltene Konstruktion unter Schutz gestellt. Unter Schutz gestellt ist das Äußere und das konstruktive Gefüge und im Inneren die historisch erhaltene Konstruktion des Gebäudes. | 1. H. 19. Jh.              | 07.01.1988       | 119             |
| Wohn- und Geschäftshaus | Wohn- und Geschäftshaus | Hilchenbach Bruchstraße 1                                  | Zweigeschossiges, giebelständiges Gebäude über Halbkeller, wohl aus dem 19. Jh. Giebeldreieck leicht vorkragend. Im Erdgeschoss historische Schaufensteranlage, aus gleicher Zeit die Verschieferung der Giebelseite. Der städtebaulich stadthistorische Wert ist hoch. Nach den vorgelegten Unterlagen ist der südöstliche Anbau des Hauses (Rückgiebelseite) als historischer Fachwerkteil (wohl noch 18. Jh.) gut erhalten. Er ist Teil des gesamten Hauskörpers. Unter Schutz gestellt ist das Äußere und die historische Konstruktion einschließlich des südöstlichen Anbaus. | 19. Jh.                    | 07.01.1988       | 120             |
| Wohn- und Geschäftshaus | Wohn- und Geschäftshaus | Hilchenbach Gerbergasse 6                                  | Das Haus wurde kurz nach 1844 (vor 1850) neu aufgebaut, nachdem sein Vorgängerbau (1810–1822 genannt) beim Stadtbrand 1844 vernichtet worden war. Es ist ein spätklassizistisches zweigeschossiges Traufenhaus aus Fachwerk mit Satteldach. Die verschieferten Wände zeigen die hübschen, ortstypischen Feldergliederungen und Zierbänder. | ca. 1844                   | 13.01.1988       | 121             |
| Zweigeschossiges Fachwerkhaus | Zweigeschossiges Fachwerkhaus | Hilchenbach Schützenstraße 16                              | Das 1772 bereits bestehende Haus ist ein zweigeschossiges Fachwerkhaus mit Satteldach, welches giebelständig zur Schützenstraße steht. Im Ostteil der Stadt ist das Haus eines der ältesten erhaltenen Gebäude. Sowohl das Fachwerk wie das relativ steile Dach lassen die Entstehungszeit im 18. Jh. deutlich werden. Unter Schutz gestellt ist das Wohnhaus ohne den kleinen, abgeschleppten Teil am Hinterhaus. | vor 1772                   | 22.03.1988       | 122             |
| Fachwerkhaus | Fachwerkhaus | Hilchenbach Dammstraße 19                                  | Das aus dem 18. Jh. stammende Haus wurde 1982/83 in Abstimmung mit dem Westf. Amt für Denkmalpflege saniert und umgenutzt. Die Detailgestaltung des Inneren musste weitgehend erneuert und der heutigen Nutzung angepasst werden. Dabei blieb trotz notwendiger Erneuerung von abgängigem Fachwerkmaterial die geschichtliche Form eines Hauses des 18. Jh. bewahrt, welches im 19. Jh. in Bezug auf die Fensteröffnungen und durch Teilaustausch des Fachwerks (reiner Ständerbau) seine heutige Gestalt erhielt. Unter Schutz gestellt ist das Äußere und die historische Fachwerkkonstruktion, soweit diese noch erhalten ist, ohne die Details des Inneren. | 18. Jh.                    | 11.10.1988       | 123             |
| Empfangsgebäude des Bahnhofs Vormwald | Empfangsgebäude des Bahnhofs Vormwald | Grund Am Zollposten 2                                      | Zweigeschossiges, quer erschlossenes Fachwerkgebäude unter Satteldach und mit Schwebegiebeln, talwärts liegt ein gleich hoher Flügel, dessen Schwebegiebel auf der Gleisseite als Krüppelwalm ausgebildet ist. Im Erdgeschoss befanden sich der Wartesaal III. Klasse sowie das Büro des Stationsvorstehers. | 1887                       | 12.10.1988       | 124             |
| | Bauernhaus und Scheune | Vormwald Dorfstraße 10                                     | Haupthaus des 18. Jh. mit jüngerem Anbau und die seitlich zur Straße stehende Scheune, datiert 1765. Das Haus ist ein zweigeschossiger Fachwerkbau des 18. Jh. mit jüngerem Querbau auf der Südseite der mehrfach verändert wurde. Dieser Hof ist als besonders gut erhalten zu beurteilen, da nur geringe Teile des Erdgeschosses ersetzt sind. | 1765                       | 31.10.1988       | 125             |
| | Fachwerkhaus | Ruckersfeld Dreisbachstraße 5                              | Typisches Siegerländer Bauernhaus. | Ende 18. Jh                | 12.12.1988       | 126             |
| | Ehemalige Schule Im Hänchen 4 | Grund Jung-Stilling-Straße 9b                              | Um 1920 erbaute Schule mit Walmdach, Mauerwerk verputzt, Sockel aus Bruchstein. Rechts breite Tür mit davorliegender Treppenanlage zum Klassenraum; an der Schmalseite Eingang zur Lehrerwohnung. | um 1920                    | 12.12.1988       | 127             |
| | Eingangsportal des Stollenmundlochs (sog. Fürstenportal) | Müsen Auf dem Grundstück Gemarkung Müsen                   | Oval stehendes Stollenmundloch mit Brettertür, Flankenmauern zu beiden Seiten abfallend, in grobem Bruchsteinmauerwerk ausgeführt. Halbrunder Schlussstein, im First des Portals mit Inschrift: Ein- und Ausfahrt zum Müsener Stahlberg, verfertigt im Monat Mai 1789. | 1789                       | 25.01.1989       | 128             |
| | Eingangsportal des Stollenmundlochs | Müsen Auf der Stollenhalde                                 | Stehend ovales Mundloch mit Flankenmauern aus Bruchstein. Im halbrunden Schlussstein Inschrift „Tiefer Müsener Stollen 1740 – 1780“. Neben dem Stollenmundloch links in der Wangenmauer eingesetzte Wappentafel. Sowohl Wappentafel als auch Inschrift im Schlussstein sind nach Unterlagen des Westfälischen Amtes für Denkmalpflege, Münster, nach der Stilllegung der Grube Stahlberg angebracht worden; es nimmt hier Bezug auf zeitgenössische Fotografien aus dem Jahre 1931. |                            | 25.01.1989       | 129             |
| Villa | Villa | Hilchenbach In der Herrenwiese 17                          | Die 1907 begonnene, 1908 vollendete Villa wurde durch die Architekten Weyer & Kneip in Siegen für den Rentier Wilhelm Wolschendorff errichtet. 1939 kam es in den Besitz der ev.-ref. Kirchengemeinde von Hilchenbach. Sie ist ein künstlerisch ausgewogenes Beispiel des betont auf Wohnlichkeit ausgerichteten Heimatstiles. | 1907/1908                  | 22.03.1989       | 130             |
| Fachwerkhaus | Fachwerkhaus | Hilchenbach Dammstraße 10                                  | Denkmalwert ist der Hauskörper des 18. Jh. aus Fachwerk ohne Saal- und Treppenhausanbau und ohne den rückseitigen massiven Anbau. Die Dammstraße ist Teil des historischen Fleckens von Hilchenbach, sie ist der östliche Teil des Ortskerns, wie der Plan zeigt: Abriss des Fleckens Hilchenbach 1772 (abgebildet in: 300 Jahre Stadtrechte Hilchenbach 1987, S. 17). Dort ist es das erste (größere) Haus in der südöstlichen Reihe schräg gegenüber der Wilhelmsburg. Die damalige Situation ist bis heute ablesbar, sogar in wesentlichen Teilen der Häuser noch bewahrt geblieben, wodurch der gesamte Abschnitt der Dammstraße, in dem Nr. 10 liegt auch aus städtebaulichen neben den stadtgeschichtlichen Gründen von Bedeutung ist. Das Hilchenbacher Stadtbild im Kern gehört zu den bedeutendsten alten Ortsbildern des Siegerlandes. Das Haus vertritt den großen städtischen Haustypus, wie er nach dem Brand 1689 in Hilchenbach üblich wurde; giebelständig und mehrgeschossig, reiche Fachwerkfiguration und steiles Satteldach. | 18. Jh.                    | 26.06.1989       | 131             |
| | Backhaus | Ruckersfeld Rittersbergstraße                              | Das Backhaus ist ein Gemeinschaftsbackhaus des Dorfes Ruckersfeld. Das Gebäude zeigt die für diesen Typus kennzeichnende Form als relativ kleines eingeschossiges Fachwerkhaus mit Satteldach. Das schwarzweiße Fachwerk liegt an drei Seiten frei. Es zeigt die Konstruktionsmerkmale des späteren 18. Jahrhunderts mit symmetrisch angeordneten Schrägstreben. | spätes 18. Jh.             | 30.06.1989       | 132             |
| Das Gebäude von 1986 des Jung-Stilling-Gymnasiums | Das Gebäude von 1986 des Jung-Stilling-Gymnasiums | Hilchenbach Jung-Stilling-Allee 8                          | Das Gebäude ist als überörtlich bedeutendes Lehrerseminar für die regionale Siegerländer Schulgeschichte von Bedeutung, ebenfalls für die Ortsgeschichte. Städtebaulich prägt das Gebäude das historische Ortsbild durch seine markante Lage auf den Berg über dem Stadtkern. Das Ziegelgebäude in Hufeisenform mit rückwärtigem Anschluss eines Mitteltraktes folgt dem für das preußische Kaiserreich typischen Stil aus eklektizistisch zusammengesetzten Motiven der italienischen Backsteinarchitektur, klassizistischen und Renaissanceformen. Der etwas nüchterne, aber wirkungsvoll gegliederte Baukörper ist ein klares Beispiel dieser Stilstufe. | 1896                       | 17.10.1989       | 133             |
| Zweigeschossiges Fachwerkhaus | Zweigeschossiges Fachwerkhaus | Hilchenbach Bruchstraße 41 und 43                          | Bei dem Objekt handelt es sich um ein zweigeschossiges Fachwerkhaus mit Satteldach, giebelständig zur Straße. Der nördliche Anbau erfolgte 1848 und ist in Siegerländer Sparfachwerk ausgeführt. Das Gebäude soll 1655 in Hilchenbach an der Bruchstraße wieder aufgebaut worden sein und blieb 1687 als eines von wenigen Häusern von einer Brandkatastrophe in Hilchenbach verschont. Die oberste Geschossdecke, die Dachkonstruktion und die Dachdeckung wurden nach dem Brand erneuert. Unter Schutz gestellt ist das Fachwerkhaus einschließlich der an der vorderen nördlichen Seite und der hinteren südlichen Seite ausgeführten Queranbauten. | 17. Jh.                    | 12.03.1990       | 134             |
| weitere Bilder | Aussichtsturm auf dem Giller | Lützel                                                     | Das Baugerüst umfasst das gesamte Turmgerüst mit Plattformen. Auf dem 653 m hohen Giller bei Hilchenbach-Lützel wurde 1892 die Stahlkonstruktion als Aussichtsturm errichtet. Der Turm ist etwa 25 m hoch und besitzt 2 Plattformen von etwa 4 × 4 m Grundfläche. Er wird erschlossen durch eine selbsttragende Wendeltreppe. Treppenstufen und Plattformen sind mit Riffelblechböden ausgestattet. Der Gillerturm gehört zu einer Gruppe von 5 Aussichtstürmen im Siegerländer Bergland, die jeweils unterschiedlich konstruiert sind. | 1892                       | 17.09.1990       | 135             |
| Dreigeschossiger Fachwerkbau | Dreigeschossiger Fachwerkbau | Hilchenbach Unterzeche 11                                  | Das Gebäude ist ein dreigeschossiger Fachwerkbau mit einem massiven Mauerteil im nördlichen Erdgeschoss. Während die unteren beiden Geschosse in massiver Siegerländer Fachwerktechnik aus der Zeit bis zum 18. Jahrhundert ausgeführt sind, zeigt das Obergeschoss das Siegerländer Sparfachwerk des 19. und 20. Jahrhunderts. Das heutige Doppelhaus Unterzeche 11/13 wurde nach einer aufgemalten Jahreszahl voraussichtlich 1692 errichtet, obwohl bei der eingeritzten Balkeninschrift von einer „Rabartur“ unter Leitung des Meisters Johann Henrich die Rede ist. Der Erbauer könnte Johannes Müller der Ältere gewesen sein, da er als Bürger im Jahre 1687 laut Bürgerliste für das am 1. Mai 1689 abgebrannte Haus erwähnt wird. Die Aufteilung in ein Doppelhaus muss bereits vor 1821 erfolgt sein, da im Urkataster von 1821 bereits die Eigentümer J. H. Scheib (Unterzeche 11) und J. Homrich (Unterzeche 13) erwähnt werden. Das Baudenkmal umfasst den unter einem flach geneigten Satteldach in Fachwerkbauweise errichteten Baukörper ohne den flachen Anbau am südöstlichen Giebel. | 1692                       | 09.01.1991       | 136             |
| | Zweigeschossiges Fachwerkhaus | Müsen Glück-Auf-Straße 32                                  | Zweigeschossiges traufenständiges Fachwerkhaus als Geschossbau mit Schwellriegeln zwischen den Geschossen errichtet. Auf den Schwellriegeln sind religiöse Sprüche vermerkt, ebenso der Zimmermeister des Hauses: „Johann Heinrich Koltinghausen“. Die Eckständer zeigen Schnürrollornamente. Zu Beginn des 19. Jh. ist das Haus nach rechts erweitert worden und dann mittig zu einem Doppelhaus getrennt worden. Unter Schutz gestellt ist das Äußere und die äußere und innere historische, tragende Holzkonstruktion, die das Haus zusammenhält ohne die Details und die Raumaufteilung des Inneren. | 1763                       | 17.06.1991       | 137             |
| | Zweigeschossiges Fachwerkhaus | Müsen Hauptstraße 101                                      | Das traufenständige zweigeschossige Fachwerkhaus, das laut Inschrift auf dem Schwellriegel 1769 errichtet und im 19. Jahrhundert nach rechts erweitert wurde, bildet zusammen mit dem 1986 in die Denkmalliste der Stadt Hilchenbach eingetragenen Fachwerkhaus Hauptstraße 99 ein Doppelhaus, mit jeweiligem Zwerchhaus, das für den Ortsteil Müsen von hohem Zeugniswert ist. Denn abgesehen von der Kirche gehört das Gebäude zum alten Dorfkern und zählt zu einer der frühesten Baugruppen im 19. Jahrhundert dort. Die Kleinteiligkeit des Hauses und seines Nachbarn Hauptstraße 99 bezeugt zwar die spärliche wirtschaftliche Kraft des Ortes im 19. Jahrhundert, es dokumentiert aber mit seiner Erweiterung im 19. Jahrhundert Gegebenheiten, die wohl mit dem damaligen Realteilungs- und Anerbenrechts in Zusammenhang stehen. Insofern ist das Gebäude ein bemerkenswertes Zeugnis für die Sozialgeschichte im 18. und 19. Jahrhundert. Sein wissenschaftlicher Wert wird noch gesteigert dadurch, dass die Erweiterung im 19. Jahrhundert an der Art des Fachwerks ablesbar ist. Die älteren und kleineren Fachwerkformen werden – um Holz zu sparen-von großteiligeren abgelöst, was für das Siegerländer Fachwerk im 19. Jahrhundert charakteristisch ist und zum Begriff „Sparfachwerk“ geführt hat. Es ist hier besonders gut auch an der Giebelseite ablesbar. Indem ein Teil der alten eingeschnitzten Inschriften zugespachtelt sind, birgt das Äußere des Hauses zusätzlich alte Quellen, die für die Geschichte des Gebäudes aber sicherlich auch für die Volkskunde zwecks Erschließung vorzuhalten sind. Unter Schutz gestellt ist das Äußere der Doppelhaushälfte ohne den nördlich angrenzenden Stallanbau. | 1769                       | 04.09.1991       | 138             |
| | Fachwerkhaus | Oechelhausen Dreisbachstraße 61                            | An der südlichen Giebelfront ist der Eckständer als eckiger barocker Baluster geschnitzt. In den an vielen eigenständigen Detailformen reichen Fachwerkbau auf Hilchenbacher Gebiet ist der Balusterständer sonst nicht anzutreffen. An dem heutigen Fachwerkäußeren weisen die in die Eckpfosten geschnitzten Baluster auf eine ursprünglich reiche ornamentale Behandlung der Front, die unter der jüngeren, ebenfalls denkmalwerten Verschieferung noch weitgehend komplett erhalten sein mag. Die Fachwerkverkleidung mit Schiefer setzt sich seit dem 19. Jh. im Siegerland durch, die dazugehörigen Fenstergestaltungen mit den weißen Faschen formten wieder einen gestalterisch wertvollen Zustand. Unter Schutz gestellt ist das Äußere und seine historische Holzkonstruktion ohne den neuen nördlichen Anbau des Gebäudes. |                            | 13.05.1992       | 139             |
| | Fachwerkhaus | Vormwald Im Watzenseifen 1                                 | Eines der bedeutendsten Bauernhäuser des Siegerlandes. Das Fachwerkhaus ist eines der wertvollsten dieses Typus im Siegerland aus dem 18. Jh. (vgl. Kienzier, Siegerländer Fachwerkhäuser, S. 33). Das zweigeschossige Haus, ein Quer-Ernhaus, ist heute ganz zu Wohnzwecken umgenutzt. Das Haus ist das älteste und bedeutendste im Straßendorf des Ortsteiles Vormwald, darüber hinaus volkskundlich von hoher Bedeutung für den eigenständigen Stil des historischen Siegerländer Fachwerkhauses. | 1770                       | 13.05.1992       | 140             |
| | Fachwerkhaus | Vormwald Siebelnhofer Straße 2                             | Das Fachwerkhaus ist eines der wertvollsten dieses Typus im Siegerland aus dem 18. Jh. (vgl. Kienzier, Siegerländer Fachwerkhäuser, S. 33). Das zweigeschossige Haus, ein Quer-Ernhaus, ist heute ganz zu Wohnzwecken umgenutzt. Der Schwellenbalken des Obergeschosses ist an der Giebelfront mit durchgehender Inschrift ausgezeichnet. Das Haus ist das älteste und bedeutendste im Straßendorf des Ortsteiles Vormwald, darüber hinaus volkskundlich von hoher Bedeutung für den eigenständigen Stil des historischen Siegerländer Fachwerkhauses. | 1770                       | 13.05.1992       | 141             |
| | Zweigeschossiges Fachwerkhaus | Grund Auf der Burg 1                                       | Traufenständiges, zweigeschossiges Fachwerkhaus aus der 2. Hälfte des 18. Jahrhunderts und Umbauten und Erweiterung aus der 1. Hälfte des 19. Jahrhunderts. Die Fassade des Hauses bildet ein Ensemble mit der Schulkapelle und verdeutlicht die Ortslage. Genau gegenüber dieser Kapellenschule liegt das Haus Auf der Burg 1, welches in der heutigen Form, laut den Eintragungen in das Urkataster zwischen 1828 und 1840 entstanden ist. Trotz einiger Modernisierungen ist das Haus wesentlicher historischer Bezugspunkt des Kerns der Dorfsiedlung von Grund. Es zeigt noch deutlich die alte Besiedlungsform mit dem Haustyp, der Wohnen und Landwirtschaft verbindet. Untzer Schutz gestellt ist das Gebäude in seiner historischen Holzkonstruktion, der Umriss des Gebäudes und die Trauffassade die zur Kapelle ausgerichtet ist; die Details im Inneren sind vom Denkmalschutz ausgenommen. | 2. H. 18. Jh.              | 20.05.1992       | 142             |
| Fachwerkgebäude | Fachwerkgebäude | Hilchenbach Markt 2                                        | Aus der 1. Hälfte des 19. Jh. stammendes giebelständiges Fachwerkgebäude. Die Hausgruppe Bruchstraße 2, Markt 2 im Kern aus zwei rechteckigen Häusern bestehend, die etwa L-förmig aneinanderstoßen, wurde im 19. und im 20. Jh. so ein- und umgebaut, dass ein baulich zusammenhängender Komplex entstanden ist. Unter Schutz gestellt ist das Äußere und das konstruktive Gefüge des Wohnhauses ohne den Anbau zum Kirchweg, das umgebaute Erdgeschoss und die aus dem 19. Jahrhundert stammende Haustür. | 1. H. 19. Jh.              | 12.06.1992       | 143             |
| | Dreigeschossiges Fachwerkhaus | Hilchenbach Bruchstraße 2                                  | Giebelständiges dreigeschossiges Fachwerkgebäude aus dem frühen 19. Jh. und einem rückwärtigen Anbau. Die Hausgruppe Bruchstraße 2, Markt 2 im Kern aus zwei rechteckigen Häusern bestehend, die etwa L-förmig aneinanderstoßen, wurde im 19. und im 20. Jh. so ein- und umgebaut, dass ein baulich zusammenhängender Komplex entstanden ist. Unter Schutz gestellt ist das Äußere und das konstruktive Gefüge des Wohn- und Geschäftshauses ohne den Laden im Erdgeschoss. | 19. Jh.                    | 12.06.1992       | 144             |
| Fachwerkgebäude | Fachwerkgebäude | Dahlbruch Ernst-August-Platz 1                             | Zwei rechtwinklig zueinander stehende Flügel. Eingeschossige Fachwerkhäuser auf Steinsockel unter verschieferten Satteldächern. Unregelmäßiges Fachwerkgerüst, fast ohne Riegel. Für die Hausgeschichte von Bedeutung. Unter Schutz gestellt ist das Äußere des Gebäudes. | 1836                       | 12.10.1992       | 145             |
| | Wohnhaus | Dahlbruch Wittgensteiner Straße 163                        | Repräsentatives und stattliches zweistöckiges verschiefertes Haus auf steinernem Keller, dem Freitreppen und Terrasse vorgelagert sind. Von den acht Achsen sind die vier mittleren unter einem Flachgiebel zusammengefasst. Wegen der opulenten und harmonischen Gestaltung und aus geschichtlichen Gründen von überörtlicher Bedeutung. | 1835                       | 12.10.1992       | 146             |
| | Zweigeschossiges Fachwerkhaus | Dahlbruch Hillnhütter Straße 34                            | Zweigeschossiges Fachwerktraufenhaus unter Schiefer-Satteldach. Unter Schutz gestellt ist das Äußere des Hauses und die historische Holzkonstruktion ohne die massive Außenwand an der Südseite und ohne die Details im Inneren. | 18. Jh.                    | 08.06.1993       | 148             |
| | Lochstein | Müsen Auf der Martinshardt                                 | In Werkstein ausgeführte Vermarkung auf rechteckigem Grundriss, ca. 10 cm über Tage sichtbar. In der Kopffläche eingearbeitete Markierung in Form eines Kreuzes. |                            | 29.04.1994       | 149             |
| Gebäude | Gebäude | Hilchenbach In der Erzebach 1                              | Das im späten 19. Jh. errichtete Gebäude liegt städtebaulich prägend am historischen Westende der Altstadt von Hilchenbach, wo es mit den Häusern Bruchstraße 46, 47 eine bedeutende Gruppe von Bauten dieser Zeitstellung bildet. Unter Schutz gestellt ist das Äußere und das konstruktive Gefüge einschließlich des Daches und der Dachhaut des nach Süden gelegenen Quertraktes sowie der Details der südöstlichen Straßenfassade des Gebäudes; ausgenommen vom Denkmalschutz ist das Innere des Gebäudes. | 19. Jh.                    | 17.10.1994       | 150             |
| Klassizistisches Fachwerkhaus | Klassizistisches Fachwerkhaus | Hilchenbach Im Unteren Marktfeld 1                         | Klassizistisches Fachwerkhaus mit schiefergedecktem Krüppelwalmdach/mitsamt links anschließendem, leicht zurückgesetztem Gebäudeteil mit schiefergedecktem Satteldach als Wirtschaftsteil. Auf der Rückseite dieser beiden Gebäude begrenzt die gemeinsame Trauflinie beider Häuser das Baudenkmal. Unter Schutz gestellt ist das Haupthaus mit vorliegender zweiarmiger Freitreppe und der Anbau. Die Unterschutzstellung bezieht sich auf das Äußere und auf das konstruktive kraftschlüssige Fachwerkgefüge und der jetzigen inneren Raumaufteilung. Ausgenommen ist die Raumaufteilung im Erdgeschoss und ersten Obergeschoss. |                            | 21.10.1994       | 151             |
| Zweigeschossiges Satteldach-Traufenhaus | Zweigeschossiges Satteldach-Traufenhaus | Hilchenbach Rothenberger Straße 24                         | Es handelt sich um ein zweigeschossiges Satteldach-Traufenhaus als ehemaliges Querdeelenhaus, dessen Deele auf der reichten Traufseite lag. Das Gebäude wurde im landschaftsüblichen riegellosen Fachwerk errichtet und war auf seiner Fassade zunächst mit einer Bretterverquaderung verkleidet. Im Sockelbereich ist diese Verkleidung noch erhalten. Danach folgte eine Schieferverkleidung auf der Fassade und der rechten Giebelseite. Unter Schutz gestellt ist die Süd-, Ost- und Westgebäudewand mit ihrem konstruktiven Gefüge einschließlich ihrer sichtbaren Außenverkleidungen und die Dacheindeckung des Hauses. | 2. H. 19. Jh.              | 10.02.1995       | 152             |
| Dreigeschossiges Fachwerkgebäude | Dreigeschossiges Fachwerkgebäude | Hilchenbach Bruchstraße 12                                 | Giebelständiges, dreigeschossiges Fachwerkgebäude, im Kern aus dem 17. Jh. mit zeitgleichem, rückwärtigem, dreigeschossigem Anbau. Unter Schutz gestellt ist das Äußere des Hauses einschließlich des nordwestlichen Anbaues (d. h. die Konstruktion und Bekleidung der Außenwände und des Dachstuhls), jedoch ohne die übrigen Anbauten. | 17. Jh.                    | 07.02.1995       | 153             |
| | 15 historische Grenzsteine zwischen Hilchenbach und Kirchhundem | verschiedene Ortsteile; verschiedene Fluren und Flurstücke | Die historischen Grenzsteine zwischen Hilchenbach, Kirchhundem, Kreuztal und Olpe belegen die historische Entwicklung in diesem Bereich. Die Grenze zwischen Siegen-Nassau und Kurköln wurde seit dem frühen 14. Jahrhundert durch eine in weiten Teilen heute noch erkennbare Landwehr markiert. Diese Grenzmarkierungs- und Sicherungsanlagen haben in der 2. Hälfte des 17. Jahrhunderts an Bedeutung verloren. Teilflächen wurden verkauft. An ihre Stelle traten die in Rede stehenden Grenzsteine, die somit als „moderne“ Nachfolger der Landwehr angesehen werden können. Die historischen Grenzsteine sind damit bedeutend für die Kreise Olpe und Siegen-Wittgenstein, weil sie die Geschichte dieser Region erforschbarer und aufzeigbar machen. Für ihre Erhaltung und Nutzung liegen wissenschaftliche Gründe hinsichtlich der Regionalgeschichte und politischen Geschichte vor, weil anhand des früheren Grenzverlaufes wichtige politische Ereignisse in Westfalen bzw. Deutschland, aber auch in den mittelbar betroffenen engeren Regionen bezeugt werden können. |                            | 24.08.1995       | 154             |
| Historischer Grenzstein A | Historischer Grenzstein A | Gemarkung Wingeshausen                                     | Beschriftung Vorderseite: COLLEN im Landeswappen Buchstabe A; Beschriftung Rückseite NASSAW im Landeswappen |                            | 24.08.1995       | 154 A           |
| Historischer Grenzstein B | Historischer Grenzstein B | Gemarkung Wingeshausen                                     | Beschriftung Vorderseite: COLLEN im Landeswappen Buchstabe B; Beschriftung Rückseite NASSAW im Landeswappen |                            | 24.08.1995       | 154 B           |
| Historischer Grenzstein C | Historischer Grenzstein C | Gemarkung Kirchhundem                                      | Beschriftung Vorderseite: Wappen, Balkenkreuz, 1674; Beschriftung Rückseite IAC-T, Wappen, 1674, Jagdhorn | 1674                       | 24.08.1995       | 154 C           |
| Historischer Grenzstein D | Historischer Grenzstein D | Gemarkung Kirchhundem                                      | Beschriftung Vorderseite: Wappen, Balkenkreuz, 1674; Beschriftung Rückseite IAC-T, Wappen, 1674, Jagdhorn | 1674                       | 24.08.1995       | 154 D           |
| Historischer Grenzstein E | Historischer Grenzstein E | Gemarkung Kirchhundem                                      | Beschriftung Vorderseite: COLLEN im Landeswappen Buchstabe E; Beschriftung Rückseite NASSAW im Landeswappen |                            | 24.08.1995       | 154 E           |
| Historischer Grenzstein F | Historischer Grenzstein F | Gemarkung Kirchhundem                                      | Beschriftung Vorderseite: COLLEN im Landeswappen Buchstabe F; Beschriftung Rückseite NASSAW im Landeswappen |                            | 24.08.1995       | 154 F           |
| Historischer Grenzstein G | Historischer Grenzstein G | Gemarkung Kirchhundem                                      | Beschriftung Vorderseite: COLLEN im Landeswappen Buchstabe G; Beschriftung Rückseite NASSAW im Landeswappen |                            | 24.08.1995       | 154 G           |
| Historischer Grenzstein H | Historischer Grenzstein H | Gemarkung Kirchhundem                                      | Beschriftung Vorderseite: COLLEN im Landeswappen Buchstabe H; Beschriftung Rückseite NASSAW im Landeswappen |                            | 24.08.1995       | 154 H           |
| Historischer Grenzstein I | Historischer Grenzstein I | Gemarkung Kirchhundem                                      | Beschriftung Vorderseite: COLLEN im Landeswappen Buchstabe I; Beschriftung Rückseite NASSAW im Landeswappen |                            | 24.08.1995       | 154 I           |
| Historischer Grenzstein K | Historischer Grenzstein K | Gemarkung Kirchhundem                                      | Beschriftung Vorderseite: COLLEN im Landeswappen Buchstabe K; Beschriftung Rückseite NASSAW im Landeswappen |                            | 24.08.1995       | 154 K           |
| Historischer Grenzstein L | Historischer Grenzstein L | Gemarkung Kirchhundem                                      | Beschriftung Vorderseite: COLLEN im Landeswappen Buchstabe L; Beschriftung Rückseite NASSAW im Landeswappen |                            | 24.08.1995       | 154 L           |
| Historischer Grenzstein M | Historischer Grenzstein M | Gemarkung Kirchhundem                                      | Beschriftung Vorderseite: COLLEN im Landeswappen Buchstabe M; Beschriftung Rückseite NASSAW im Landeswappen |                            | 24.08.1995       | 154 M           |
| Historischer Grenzstein N | Historischer Grenzstein N | Gemarkung Kirchhundem                                      | Beschriftung Vorderseite: COLLEN im Landeswappen Buchstabe N; Beschriftung Rückseite NASSAW im Landeswappen |                            | 24.08.1995       | 154 N           |
| Historischer Grenzstein P | Historischer Grenzstein P | Gemarkung Kirchhundem                                      | Beschriftung Vorderseite: COLLEN im Landeswappen Buchstabe P; Beschriftung Rückseite NASSAW im Landeswappen |                            | 24.08.1995       | 154 P           |
| Historischer Grenzstein Q | Historischer Grenzstein Q | Gemarkung Kirchhundem                                      | Beschriftung Vorderseite: COLLEN im Landeswappen Buchstabe Q; Beschriftung Rückseite NASSAW im Landeswappen |                            | 24.08.1995       | 154 Q           |
| | Fachwerkhaus | Vormwald Dorfstraße 6                                      | Vollständig erhaltenes Fachwerkgebäude als Satteldach-Traufenhaus in riegellosem Fachwerk, das als Nebenerwerbsstelle 1865 ausweislich der Bauakte erbaut wurde. Das Haus zeigt noch alle Funktionszusammenhänge durch seine ursprüngliche Raumaufteilung und alle Verkehrs-, Arbeits- und Wohnflächen im Gebäude. Es charakterisiert sich damit als Wohnhaus, das einem Landwirt im ländlichen Bereich bürgerliches Wohnen ermöglichen sollte und scheint eines der frühesten in einem solchen dörflichen Umfeld zu sein. Die damalige Umstrukturierung des Siegerlandes zu einer vollständig von der Industrie bestimmten Landschaft ist hier gut nachzuvollziehen. Das Objekt ist bedeutend für die Stadt Hilchenbach, weil es hinsichtlich dieser Nachverdichtigungen des 19. Jahrhunderts in Vormwald zur frühesten Schicht rechnet und das Gebäude außen wie innen vollständig erhalten ist. Hierdurch ist das Objekt in besonderem Maße zum Aufzeigen und Erforschen der historischen Vorgänge und Entwicklungen in Hilchenbach geeignet. Wissenschaftliche Gründe für den Denkmalwert liegen vor, weil hinsichtlich der Baugeschichte das in bürgerlichen Formen errichtete Wohnhaus mit landwirtschaftlichem Nebenerwerb die Tradition des Siegerländer riegellosen Fachwerks, die seit 1790 eingeführt wurde, auch noch für die 1860er belegt. Städtebauliche Gründe für den Denkmalwert liegen vor, weil das Haus an der Straßengabel Dorfeinfahrt liegt. Hier ist es ein auffälliger städtebaulicher Bezugspunkt in der Ortsdurchfahrt von Vormwald. Es bestimmt hier die Erscheinung des Straßenbildes und charakterisiert sie. Von daher besteht zwischen dem Haus und den übrigen Anlagen und Gebäuden in Vormwald eine enge Verbindung. Denkmalwert sind insbesondere auch die vollständig erhaltenen inneren Strukturen des Gebäudes, welche die Konstruktion und den Grundriss ausmachen.                                                               | 1865                       | 27.09.1995       | 155             |
| Dreigeschossiges Fachwerkgebäude | Dreigeschossiges Fachwerkgebäude | Hilchenbach Bruchstraße 4                                  | Giebelständiges, dreigeschossiges Fachwerkgebäude mit späteren Anbauten. Aus städtebaulichen Gründen sind die Fachwerkkonstruktion und die Fassade schutzwürdig. Unter Schutz gestellt ist die Fassade einschließlich des Dachumrisses und die historische Fachwerkkonstruktion, jedoch ohne die Anbauten und ohne die Details des Inneren, des Wohn- und Geschäftshauses. |                            | 12.06.1996       | 156             |
| | Eingangsportal des Stollenmundlochs ohne die eiserne Tür des Tiefen Stollens einschließlich Stützmauern der ehemaligen Grube Brüche                                                                  | Müsen                                                      | In einem Röscheneinschnitt am Hang gelegenes, rundbogig geschlossenes Stollenmundloch. Das Eingangsportal aus bearbeiteten Natursteinen sorgfältig zusammengefügt. Großer Schlussstein mit der Inschrift „Ein- und Ausfahrt der Grube Brueche. 1777 angefangen. Gemauert 1802.1822 mit dem Stollen den Gang angehauen“. Eine eiserne Tür mit der Aufschrift „Wasserwerk Müsen-Dahlbruch 1951“ und dem Bergwerksemblem Schlägel und Eisen verschließt den Zugang. Sie ist nicht Bestandteil des Denkmals. In östlicher Richtung verlaufende Stützmauern in Trockenmauerwerk. Die nördliche Mauer jedoch nur noch in sehr wenigen Resten erhalten und zum Teil verschüttet (deshalb nicht exakt kartierbar). Das Objekt ist bedeutend für die Geschichte der Menschen, da es ein wichtiges Zeugnis für den einst blühenden Metallerz- und Eisensteinbergbau im Siegerland, der etwa 2500 Jahre zurückreicht, darstellt. Für eine Erhaltung und Nutzung des Objektes sind wissenschaftliche Gründe, die insbesondere die Wirtschafts- und Bergbaugeschichte der Region betreffen, zu benennen. Darüber hinaus gibt das Stollenmundloch Aufschluss über die Lösung dieser speziellen Bauaufgabe zu jener Zeit und macht Vergleiche mit anderen Objekten möglich, so dass in diesem Zusammenhang für seine Erhaltung und Nutzung auch architekturgeschichtliche Gründe anzuführen sind. |                            | 01.10.1996       | 157             |
| | Ehemalige Schule Vormwald | Vormwald Vormwalder Straße 45                              | Leicht von der Straße zurückgesetztes, massives Gebäude aus zwei Baukörpern bestehend; eingeschossiger, traufständiger Putzbau mit schiefergedecktem Satteldach – wohl Ende 19. Jahrhundert angefügt. Das Gebäude ist bedeutend für die Schulgeschichte Hilchenbachs, besonders für den ehemals selbständigen Ortsteil Vormwald. Das 1879 errichtete Gebäude enthält einen Klassenraum, sowie eine größere Lehrerwohnung. Der Klassentrakt wurde zu Beginn des 20. Jahrhunderts aufgestockt, um die Lehrerwohnung zu vergrößern oder auch eine zweite Wohnung zu schaffen, da Substanz und Struktur weitestgehend erhalten sind, sind die Schulverhältnisse des späten 19. und 20. Jahrhunderts auf einem Dorf noch gut zu erkennen. Das Schulgebäude ist ein gutes Beispiel für eine kleine, historische Schule; der Bautyp ist trotz der späteren Aufstockung noch sehr gut erhalten. | 1879                       | 17.11.1997       | 158             |
| Florenberg-Schule (1906) | Florenberg-Schule (1906) | Hilchenbach Kirchweg 17                                    | Repräsentativer schlichter Schulbau – zweigeschossiger Putzbau (Rauputz) mit Satteldach (Dachdeckung – Kunstschiefer) auf weiter herausragendem, hangausgleichendem Kellergeschoss. Das Gebäude ist bedeutend für die Geschichte des Ortes Hilchenbach, weil es ein Beleg für dessen Entwicklung ist. Die Industrialisierung und der damit verbundene Wohlstand führten zu einer Reihe von repräsentativen Neubauten, die sowohl für die Infrastruktur des Ortes als auch für dessen Ortsbild von Bedeutung sind. Die ehemals vierklassige Volksschule war die neue Stadtschule, die das alte Schulhaus an der Hilchenbacher Straße ersetzte. Das Schulhaus ist ein Beleg für den sehr aufwendigen Stil der späten Kaiserzeit; Repräsentation, Bauvolumen und Funktion stehen nach heutigen Kriterien in einem gewissen Missverhältnis zur Funktion, das typisch für die Zeit ist. Besonders deutlich wird dies am Außenbau und am aufwendig gestalteten Treppenhaus. Die Stilformen kennzeichnen den Übergang vom Historismus zum Reformstil. Von der Unterschutzstellung ausgenommen ist der neuere Anbau und die modernen Bestandteile im Altbau. | 1906                       | 17.11.1997       | 159             |
| Das Grabmal Lina Krämer von 1913 auf dem Alten Friedhof Hilchenbach | Das Grabmal Lina Krämer von 1913 auf dem Alten Friedhof Hilchenbach | Hilchenbach Jung-Stilling-Allee                            | Korbbogenförmiger Grabstein (Beton) mit Basisrelief (kniende Frauenfigur mit Gewand) beschrieben; erträgt die Inschrift: Lina Krämer geb. Wirth, * 20. Dez. 1868, † 29. Sept. 1913. Der Grabstein ist bedeutend für die Geschichte des Menschen, da er ein Zeugnis für den Wandel des Totenkultes und der Jenseits-Vorstellungen im frühen 20. Jahrhundert ist. Im Gegensatz zu den üblichen Darstellungen und Symbolen auf Grabsteinen fehlen hier jegliche Hinweise auf eine religiös-christliche Thematik, was mit hoher Wahrscheinlichkeit in der Weltanschauung der Verstorbenen und ihrer Familie begründet ist. Da bildliche und textliche Hinweise auf ein Weiterleben nach dem Tode und eine Auferstehung fehlen, ist zu vermuten, dass die Darstellung einer trauernden Frau den Gedanken an den Tod als Endgültigkeit nahelegt. Der Grabstein ist ein qualitätsvolles Dokument für die Friedhofskultur derzeit. Das Motiv der trauernden Frau und die Ornamentik sind qualitätsvolle Zeugnisse des späten Jugendstils. | 1913                       | 17.11.1997       | 160             |
| Ehemaliges Nassauisches Landschloss „Wilhelmsburg“ | Ehemaliges Nassauisches Landschloss „Wilhelmsburg“ | Hilchenbach Im Burgweiher 1 Karte                          | Ehemaliges Nassauisches Landesschloß – bis 1976 Sitz des Amtsgerichtes; wohlproportionierter massiver Barockbau mit Erd-, Ober- und Dachgeschoss. Das Gebäude ist bedeutend für Hilchenbach weil es ein Zeugnis der Herrschafts- und Verwaltungsgeschichte des Ortes und des ehemaligen nördlichen Teils der Grafschaft Siegen ist. Die Vorgängerbauten an derselben Stelle waren eine Burg, die 1623 ausgebaut wurde, und zwei Residenzgebäude. Das heutige Gebäude steht in der Nachfolge dieser Vorgängerbauten. Das Gebäude ist ein Zeugnis eines einfachen, spätbarock-klassizistischen, herrschaftlichen Gebäudes mit symmetrischer Gliederung der fünfachsigen Trauf- und zweiachsigen Giebelfassaden. Die Erweiterung von 1844/46, erkennbar an dem etwas breiteren Mauerstück zwischen den Fenstern des Kernbaues und dem des Anbaues sowie am Dachstuhl, ist in denselben Formen des Ursprungsbaues ausgeführt. Aus derselben Zeit dürfte auch das Zwerchhaus stammen. Städtebaulich ist das Gebäude von Bedeutung, weil die Parzelle einer der festen Punkte in der Ortsentwicklung ist, an dem sich u. a. auch die Wiederaufbauten des durch mehrmalige Brände teilzerstörten Ortes orientiert haben. |                            | 04.11.1997       | 161             |
| | Schwitzkeller der ehem. Gerberei Hüttenhein | Hilchenbach Bruchstraße                                    | Das Denkmal besteht aus den beiden rechten, in Bruchstein gemauerten Kellergewölben 1 und 2, den beiden Abzugsschächten in den seitlichen Längswänden sowie einem weiteren, kleineren Raum hinter Keller 2 (s. beiliegenden Plan). In den Kellerräumen 1 und 2 befinden sich mehrere große Eisenhaken. Jeder Kellerraum ist über einen separaten Zugang zu erreichen. Die Toröffnungen mit segmentbogigem oberen Abschluss sind durch jeweils innen liegende, zweiflügelige, schlichte Eisentore geschlossen. Etwa mittig zwischen beiden Toren ist im oberen Fassadenbereich ein querrechteckiger Stein vermauert mit der Bezeichnung „1846“ und in altdeutschen Ziffern – „1495“. Die Schwitzkeller der ehemaligen Gerberei Hüttenhain sind bedeutend für die Geschichte des Menschen, weil sie ein anschauliches Dokument für die Entwicklung der örtlichen Wirtschaftsgeschichte darstellen. Das Objekt ist weiterhin bedeutend für die Entwicklung der Arbeits- und Produktionsverhältnisse im Gerbereihandwerk in der 2. Hälfte des 19. Jahrhunderts. | 1846                       | 27.04.2004       | 162             |
| Pfarrhaus mit seiner Scheune | Pfarrhaus mit seiner Scheune | Hilchenbach Kirchplatz 2                                   | Das Pfarrhaus Bei dem Gebäude handelt es sich um ein schlichtes, traufenständiges und zum Kirchplatz ausgerichtetes, zweigeschossiges Wohnhaus mit einem Schiefer gedeckten Satteldach. Das Pfarrhaus wurde als das vierte Pfarrhaus der Gemeinde 1866 errichtet. 1867 erhielt das Haus zum Schutz gegen den Regenschlag an seiner hinteren Wandfläche Beschieferung. 1877 wurde es in einem Wasserkalkputz verputzt, 1911 erhielt es elektrisches Licht, 1912 Telefon. Im Keller des Pfarrhauses angeblich ein abgedeckter, alter Brunnen. Die Scheune Die Scheune wurde in Fachwerk errichtet und erhielt ein Blech gedecktes Satteldach. Bei einem großen Brand am 1. Mai 1689 brannten in Hilchenbach auch das Pfarrhaus und die Pfarrscheune ab. Aufgrund von Rechnungen muss davon ausgegangen werden, dass die Pfarrscheune 1691 errichtet wurde. Es muss aber auch davon ausgegangen werden, dass die Pfarrscheune immer wieder repariert wurde, so dass nur noch ein kleiner Anteil der alten Bausubstanz von 1691 erhalten ist. Pfarrhaus und Scheune sind als funktionale Einheit zu betrachten. Das Pfarrhaus mit seiner Scheune ist bedeutend für die Stadt Hilchenbach, weil es der Wohnort des führenden Theologen und damit einer der bedeutenden Persönlichkeiten im Ort über lange Zeit gewesen ist. Für seine Erhaltung und Nutzung sprechen wissenschaftliche Gründe hinsichtlich der Kirchengeschichte sowie der Baugeschichte des Pfarrhauses, das stets eigenen Baugesetzgebungen zu folgen hatte. Für die Erhaltung und Nutzung von Pfarrhaus und Scheune sprechen aber auch in ganz erheblichem Maße städtebauliche Gründe, weil das Pfarrhaus und die Kirche ein historisches Ensemble inmitten des historischen Stadtkerns von Hilchenbach bilden. Ohne das Pfarrhaus und seine Scheune wäre ein wesentlicher Teil dieses historischen Charakters verloren.                                                                                    | 1866 1691                  | 19.07.2004       | 163             |
| Konfirmandenhaus | Konfirmandenhaus | Hilchenbach Kirchplatz 3                                   | Das ehemalige Konfirmandenhaus ist ein traufenständiges, mit seinem Eingang zum Kirchplatz gewandtes Fachwerkhaus mit Satteldächern. Es handelt sich um eine typische Fachwerkkonstruktion, die unter dem Namen Sparfachwerk bekannt geworden ist und wegen seiner klaren und ästhetischen Ausgestaltung insbesondere auch an diesem Beispiel Aufnahme in das Werk der berühmten Fotografen Bernd und Holla Becher gefunden hat. Das Gebäude wurde 1880 als Kleinkinderschule und Konfirmandenhaus errichtet, und diente später auch als Gemeindehaus. Die Kinderschule wurde von einer Betheler Schwester geleitet, die eine Zeit lang zusammen mit der die Krankenpflege besorgenden und städtischerseits angestellten Diakonisse im Hause ihre Wohnung hatte. Das Gebäude ist bedeutend für die Stadt Hilchenbach, weil es Zeugnis ablegt von der Sozialfürsorge in dieser Stadt. Für die Erhaltung und Nutzung sprechen wissenschaftliche Gründe hinsichtlich der Regionalgeschichte und der Erziehungsgeschichte. Außerdem sprechen in erheblichem Maße städtebauliche Gründe für den Denkmalwert des Gebäudes, weil es im Zusammenhang mit der Kirche, dem Pfarrhaus und der Pfarrscheune dem Kirchplatz sein historisches Aussehen gibt. |                            | 19.07.2004       | 164             |
| Wohnhaus | Wohnhaus | Hilchenbach Ferndorfstraße 23                              | Denkmalwert ist das Äußere und das konstruktive Gefüge im Inneren. Es handelt sich um ein zweigeschossiges, traufständiges Fachwerkhaus mit verschiefertem Satteldach auf hangausgleichendem, verputzten Kellergeschoss. Die Vorder-, Rück- und linke Giebelseite sind verschiefert, die Rückseite ist im Erdgeschoss verputzt. Der rechte Giebel weist eine Kunststoffplattenverkleidung auf. Die Haustür an der Vorderseite wird durch ein mittiges Zwerchhaus im Dach betont. Die Fenster scheinen um 1900 eine neue Umrahmung erhalten zu haben. Dabei erhielten sie schlichte Brettfaschen, Spiegel und profilierte Verdachungsgesimse einschließlich Zahnschnittfries sowie Fensterläden mit Lamellen. Die Fensterflügel wurden nochmals später im alten Format, aber ohne Sprossen erneuert. Der Hauseingang, mit gleicher Umrahmung, hat eine ebenfalls erneuerte Tür. Am rechten Giebel befindet sich der ursprüngliche Werkstattanbau, der heute als Garage dient. Das Gebäude ist bedeutend für die Stadt Hilchenbach, denn es gehört zum historischen Bestand an Fachwerkbauten, die den Ort prägen und wurde zudem an einer frühen Ortserweiterung, der Neustraße, errichtet. Als zeit- und ortsgemäß repräsentatives Wohnhaus eines Fuhrmanns und dann von Küfern bezeugt es die Wohnverhältnisse städtischer Gewerbetreibender im 19. Jh. im Siegerland. Hier sind auch volkskundliche Gründe für die Eintragung in die Denkmalliste namhaft zu machen. Für die Erhaltung und Nutzung des Gebäudes liegen wissenschaftliche Gründe hinsichtlich der Wirtschaftsgeschichte vor, denn die Geschichte der Gewerbetreibenden im Siegerland ist nicht hinreichend dokumentiert und erforscht. Für den Denkmalwert sprechen in erheblichem Maß aber auch städtebauliche Gründe, da sich das Haus im Weichbild des historischen, durch Fachwerk- und Schieferbauten geprägten historischen Ortskerns befindet und damit zum Charakter des Hausbestandes beiträgt. |                            | 18.12.2006       | 165             |
| Zweigeschossiges Fachwerkhaus mit Anbau | Zweigeschossiges Fachwerkhaus mit Anbau | Hilchenbach Kirchweg 11                                    | Kleines, zweigeschossiges, giebelständiges Fachwerkhaus mit einem Anbau rechtwinklig zum Haupthaus und in der Flucht des rückseitigen Giebels. Das Haus steht sichtbar am städtebaulich bedeutenden Kirchplatz und Markt, umgeben von mehreren Baudenkmälern. Es ist durch seine einfachere und kleinere Bauweise deutlich einer anderen Entwicklungsphase Hilchenbachs zuzuordnen als die früher entstandenen Nachbarhäuser zum Markt. Das Objekt ist bedeutend für die Stadt Hilchenbach, weil es ein Zeugnis ist für die Entwicklung der Stadt im 19. Jahrhundert am Beispiel des Hauses seiner weniger wohlhabenden Eigentümer. Es bezeugt durch seinen Standort auch die Fortführung der Bebauung Hilchenbachs, weil es das erste deutlich kleinere Haus an der in diesem Teil um 1830 stadtauswärts frisch erschlossenen Straße ist. Für seine Erhaltung und Nutzung liegen wissenschaftliche Gründe hinsichtlich der Sozialgeschichte und volkskundliche Gründe vor. Städtebauliche Gründe liegen in erheblichem Maße vor, weil das Haus -wenn auch in Randlage – den charakteristischen Eindruck des Hilchenbacher Ortskerns mit bestimmt. Denkmalwert ist das gesamte Haus mit seinem Anbau. Nicht zum Denkmalumfang gehören die Kunststoffverkleidungen am Haus. | 1835/1903                  | 15.08.2008       | 166             |
| | Zweigeschossiges Fachwerkhaus | Hilchenbach Dammstraße 2                                   | Bei dem Gebäude Nr. 2 handelt es sich um einen zur Dammstraße traufenständigen, zweigeschossigen, voll unterkellerten Fachwerkbau in Hanglage auf einem Sandsteinsockel. Das in Rede stehende Gebäude Dammstr. 2 ist bedeutend für die Stadt Hilchenbach. Es wurde 1821 erbaut von dem Sattler und Kaufmann Johannes Knipp (1759–1852) für seine Tochter Katharina Knipp,(4-803-1858) und seinen Schwiegersohn Rotgerber Friedrich Hüttenhain (1801–1849). Deren Hochzeit erfolgte 1824. 1890 beantragte der Sohn des Paares, Ferdinand Hüttenhain, den Einbau des Schaufensters im Haus Nr. 2, das heute noch links neben der Haustür vorhanden ist. In diesem Zug scheint das ganze Haus den damaligen Wohnansprüchen angepasst worden zu sein, auch der Toilettenerker wurde wahrscheinlich in diesem Zuge angebaut. Damit ist das Haus ein Zeugnis des Wohnens und Wirkens einer Hilchenbacher Familie im 19. Jh. Die Geschichte der Stadt und einer Familie ist anhand dieses Gebäudes an prominentem Platz sichtbar und erforschbar. Stadtbaugeschichtlich gehört das Haus zu den Gebäuden, für die es erstmals gestattet war, die Sichtachse zwischen Wilhelmsburg und Tal zu bebauen. Dieser Vorgang ist historisch bemerkenswert, aber noch nicht hinreichend untersucht. Umso wichtiger ist die Bewahrung des baulichen Zeugnisses dieser neuen Epoche in Hilchenbach. Für die Erhaltung und Nutzung des Objektes sprechen auch städtebauliche Gründe hinsichtlich seiner Lage. Das Haus begrenzt den bedeutenden Freiraum zwischen Wilhelmsburg und Dammstraße. Dieser heute noch sichtbare Zusammenhang von historischen Strukturen an Markt, Wilhelmsburg und Dammstraße ist ein wesentlicher Teil der Originalsubstanz dieser Raumbegrenzung. |                            | 13.10.2010       | 167             |

Hinweise: Bei den fehlenden Nummern 92, 93, 95 und 111 handelt es sich um gelöschte Einträge. Die fehlende Nummer 147 beinhaltete ein Baudenkmal, das aufgrund eines Verwaltungsgerichtsurteils aufgehoben wurde. Das Denkmal 112 ist nicht genannt, da es sich um nicht zur Veröffentlichung freigegebene Ausstattungsdetails eines Wohnhauses handelt (teilweise Merkmale gemäß Denkmalliste C).